# 南部發電廠
南部發電廠為一座位於高雄市前鎮區的天然氣火力發電廠，廠區面積17.5公頃，由台灣電力公司所有，全名為台灣電力公司南部發電廠，為臺灣現存唯一座落於都會區內的發電廠。
台電環境監測顯示，電廠周遭的懸浮微粒在2007至2015年超過標準 ，破壞台南地區與高屏地區的空氣品質。

## 沿革
南部發電廠最初是1953年時，台灣電力公司開始進行電源加速開發計畫，加上為因應於臺灣南部地區發展工業所需用電，而推動興建的火力發電廠，發電廠前期的興建經費，台電公司依靠美援貸款提供。
這項火力發電廠開發計畫稱為「南部火力發電工程」，發電廠內預計將裝設3部慣常燃煤火力汽輪發電機組及3部氣渦輪發電機組，總裝置容量300MW。發電廠在1953年正式動工，並在1955年10月30日正式成立南部發電廠，而南部發電廠也早於同高雄市的大林發電廠與興達發電廠成立。歷經近5年施工，發電廠於1958年6月完工開始啟用，也是自國民政府來臺後，第一座興建的火力發電廠。
1961年，南部發電廠進擴建工程，新增了一部裝置容量125MW的發電機組，該擴建工程在1963年8月完工，並隨即開始商轉發電。
1992年，南部發電廠進行大規模改建，將原本三部發電機組正式汰除，並於原址另新建三部天然氣複循環發電機組。2003年在新增一部裝置容量251.4MW的複循環天然氣發電機組，使得南部發電廠的總裝置容量來到1,117.8MW，並且總發電量佔全臺灣的3%。
2014年8月，高雄市發生氣爆意外，導致市區內多處路面遭爆炸波及毀損，連帶影響到位於一心一路附近自中油位於鳳山天然氣供應中心輸送至南部發電廠的天然氣管線，雖爆炸未影響管線安全，然而南部發電廠為配合高雄市政府進行災後的搶修作業以及加速道路修復，經中油公司及高雄市政府消防局研商後，於8月1日暫停天然氣管的燃料輸送，並且，南部發電廠的四部發電機組也自當晚22時30紛起，解聯停機。停機三個月後，發電機組才重新開始併聯發電。
2016年6月，台灣電力公司預估，當天臺灣地區的用電負載將達到尖峰負載達34,500MW，加上台中發電廠，6號燃煤發電機組發生故障，導致預估備轉容量率僅剩下1.5%，整體系統供電餘裕僅剩5,160MW，離限電準備僅剩160MW。為此，台電公司緊急調度提前歲修結束的南部發電廠四號機於上午10時並聯投入發電，於發電機啟動初期，便供應150MW的電力，直到當日下午4時，便開始滿載出力發電，才得以解除限電準備。

### 高雄分廠
在南部發電廠成立之前，於高雄市三民區的三塊厝地區，另有日治時期1913年所興建的火力發電廠一座，當時這座火力發電廠稱為高雄第二火力發電所，以燃煤作為動力來源，第二次世界大戰結束後，國民政府來臺，將高雄第二火力發電所接手後改名為高雄發電廠，1966年，高雄發電廠被併入南部發電廠體系中，並改名為南部發電廠高雄分廠，直到1976年後，高雄分廠正式除役，現址改為台灣電力公司修護處南部分處以及三民一次配電變電所。

## 組織架構

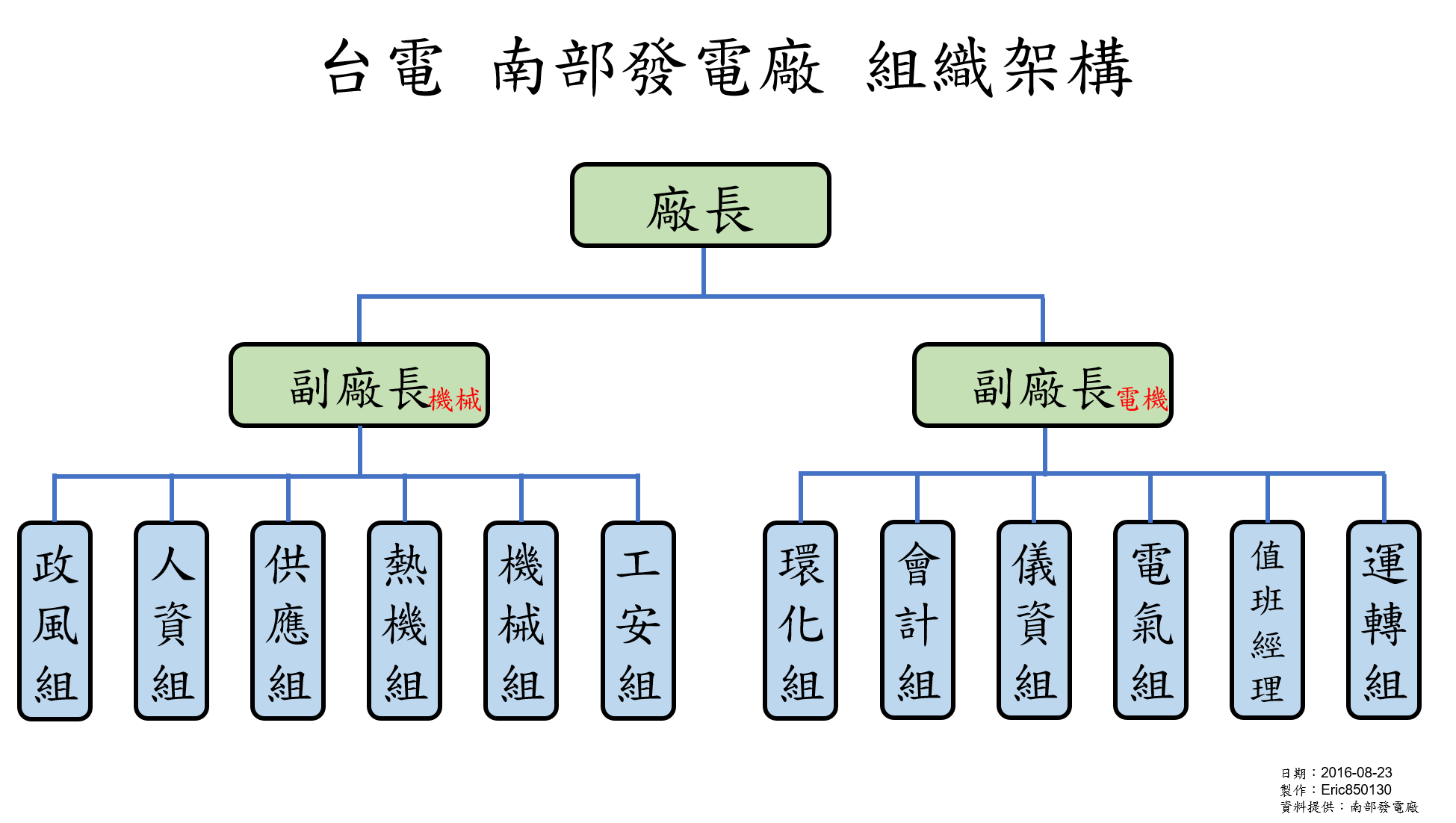
南部發電廠 組織架構（原始資料由南部發電廠提供）

## 設施

### 發電機組

#### 商轉中
| 名稱  | 發電機組類型                     | 機組數量 | 機組圖片 | 發電燃料 | 裝置容量（MW） | 商轉日期       | 狀態   |
| ----- | -------------------------------- | -------- | -------- | -------- | -------------- | -------------- | ------ |
| ST-10 | 德国西門子公司製汽輪發電機       | 1        |          | 天然氣   | 288.8MW        | 1995年9月12日  | 商轉中 |
| ST-20 | 德国西門子公司製天然氣汽輪發電機 | 1        |          | 天然氣   | 288.8MW        | 1995年11月28日 | 商轉中 |
| ST-30 | 德国西門子公司製天然氣汽輪發電機 | 1        |          | 天然氣   | 288.8MW        | 1996年8月31日  | 商轉中 |
| ST-40 | 日本三菱公司製天然氣汽輪發電機   | 1        |          | 天然氣   | 251.4MW        | 2003年6月30日  | 商轉中 |

| 名稱  | 發電機組類型                 | 機組數量 | 機組圖片 | 發電燃料 | 裝置容量（MW） | 商轉日期      | 狀態   |
| ----- | ---------------------------- | -------- | -------- | -------- | -------------- | ------------- | ------ |
| GT-11 | 德国西門子公司製氣渦輪發電機 | 1        |          | 天然氣   |                | 1993年6月16日 | 商轉中 |
| GT-12 | 德国西門子公司製氣渦輪發電機 | 1        |          | 天然氣   |                | 1993年6月16日 | 商轉中 |
| GT-21 | 德国西門子公司製氣渦輪發電機 | 1        |          | 天然氣   |                | 1993年7月13日 | 商轉中 |
| GT-22 | 德国西門子公司製氣渦輪發電機 | 1        |          | 天然氣   |                | 1993年7月13日 | 商轉中 |
| GT-31 | 德国西門子公司製氣渦輪發電機 | 1        |          | 天然氣   |                | 1995年4月14日 | 商轉中 |
| GT-32 | 德国西門子公司製氣渦輪發電機 | 1        |          | 天然氣   |                | 1995年4月14日 | 商轉中 |

#### 已汰除
| 名稱   | 發電機組類型     | 機組數量 | 發電燃料 | 裝置容量（MW） | 淘汰日期   | 狀態   |
| ------ | ---------------- | -------- | -------- | -------------- | ---------- | ------ |
| 一號機 | 慣常燃煤發電機組 | 1        | 燃煤     |                | 1983年12月 | 已拆除 |
| 二號機 | 慣常燃煤發電機組 | 1        | 燃煤     |                | 1983年12月 | 已拆除 |
| 三號機 | 慣常燃煤發電機組 | 1        | 燃煤     |                | 1983年12月 | 已拆除 |

| 名稱   | 發電機組類型     | 機組數量 | 發電燃料 | 裝置容量（MW） | 淘汰日期   | 狀態   |
| ------ | ---------------- | -------- | -------- | -------------- | ---------- | ------ |
| 一號機 | 燃氣渦輪發電機組 | 1        | 天然氣   |                | 1993年11月 | 已拆除 |
| 二號機 | 燃氣渦輪發電機組 | 1        | 天然氣   |                | 1993年11月 | 已拆除 |
| 三號機 | 燃氣渦輪發電機組 | 1        | 天然氣   |                | 1993年11月 | 已拆除 |

### 電力展示館
南部發電廠於廠區內另設有一座電力展示館供民眾進入參訪，該展示館最初是因應高雄市政府之要求而成立，於2003年3月21日正式啟用。展館共分為兩層樓，一樓為發電實物展示室，二樓為電力展示室。2015年10月30日，因應南部發電廠成立60週年，南部發電廠舉行周年慶活動，並且在電力展示館新增3D多媒體展示設施以及增加發電廠微藻減碳成果的展覽。總經理朱文成與高雄市議會康裕成議長及高雄市政府經濟發展局曾文生局長到場進行設施啟用剪綵。。

#### 發電實物展示館
該場館展示臺灣各火力發電廠中具有歷史意義及教育價值的汰除發電設備，如汽輪機、汽渦輪機葉片、鍋爐模型、爐管、高壓飼水泵以及汽水鼓等發電廠設備。

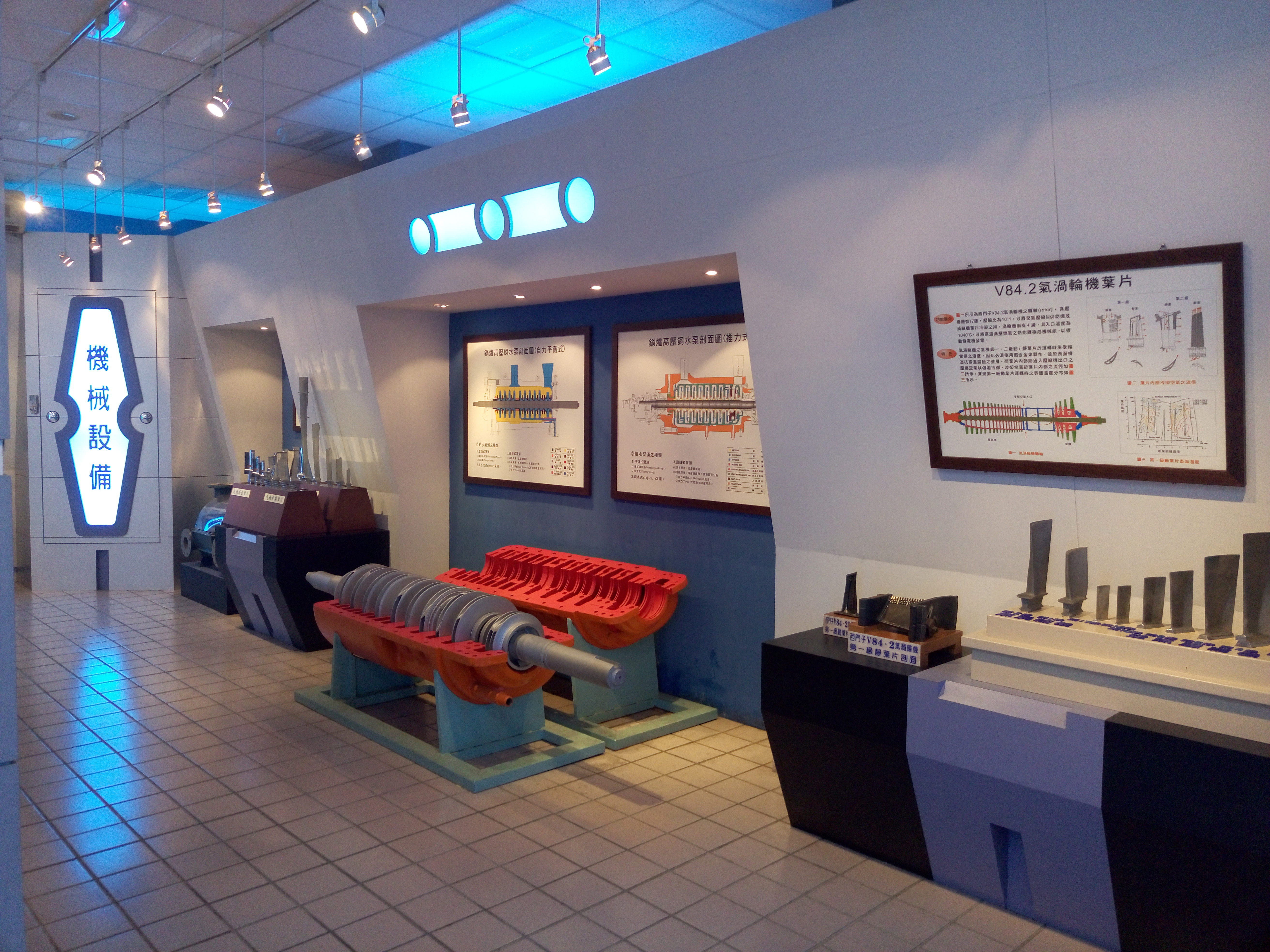
電力展示館內部
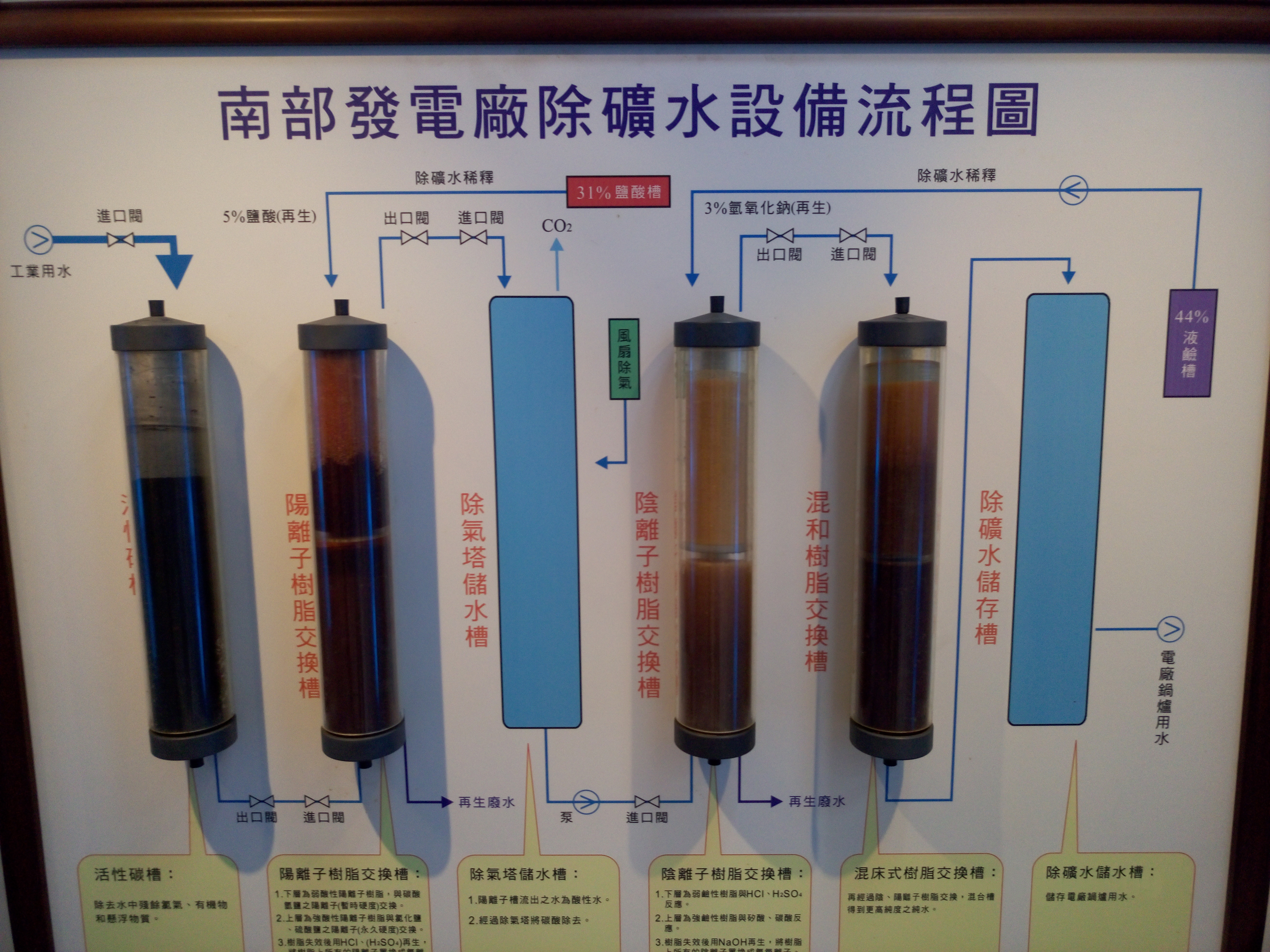
除礦水設備解說
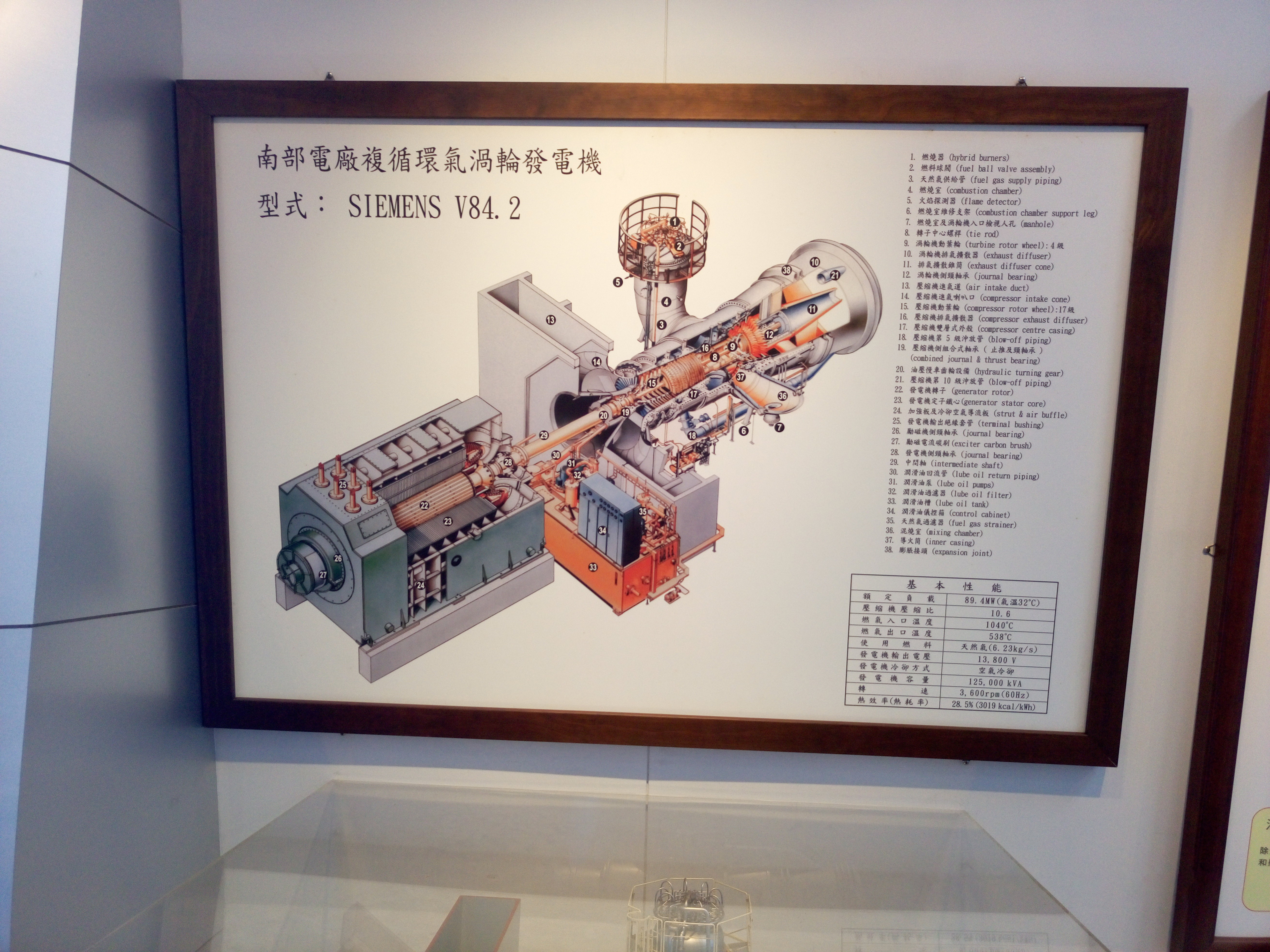
複循環汽輪機解說
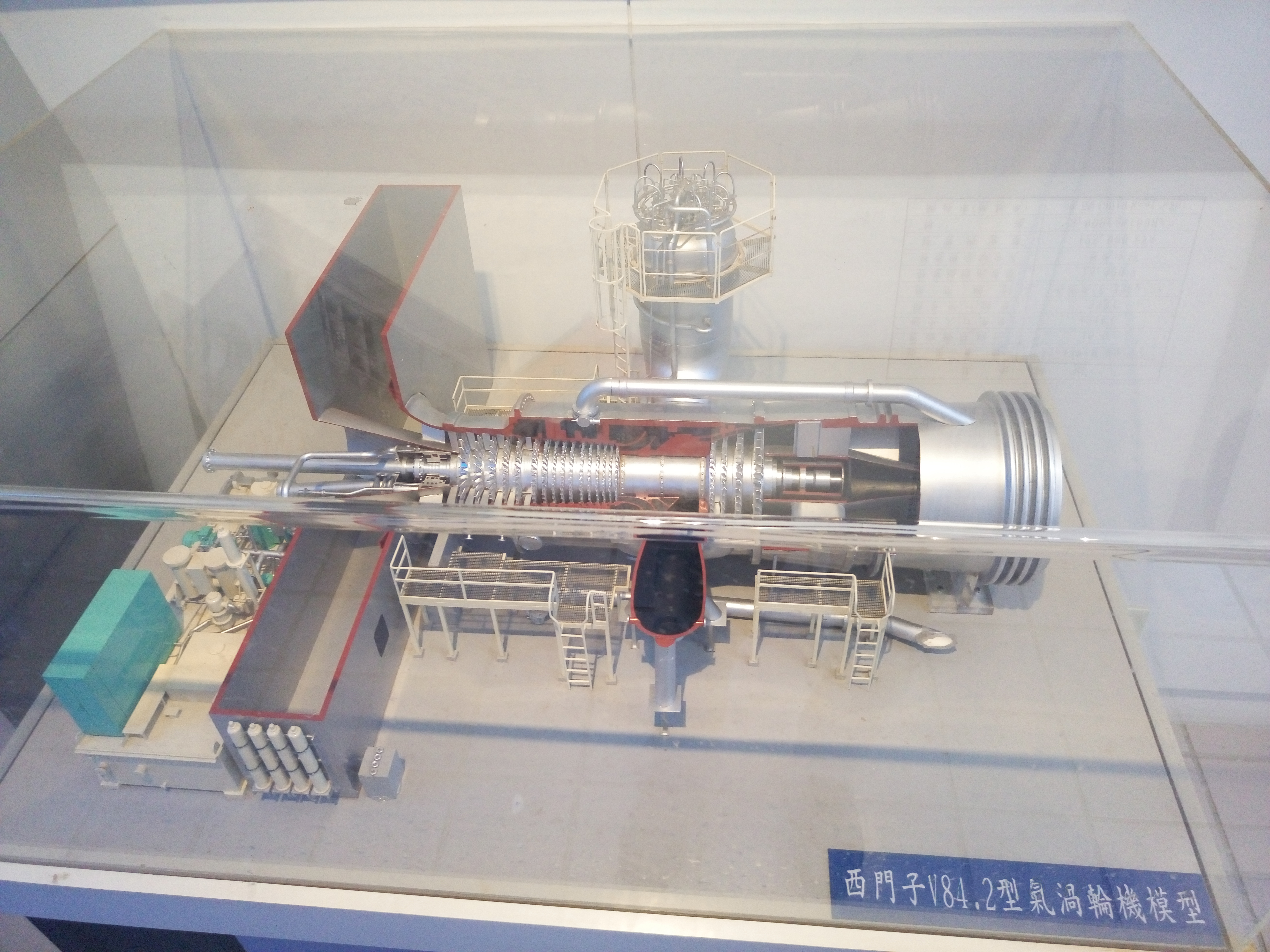
汽渦輪機模型
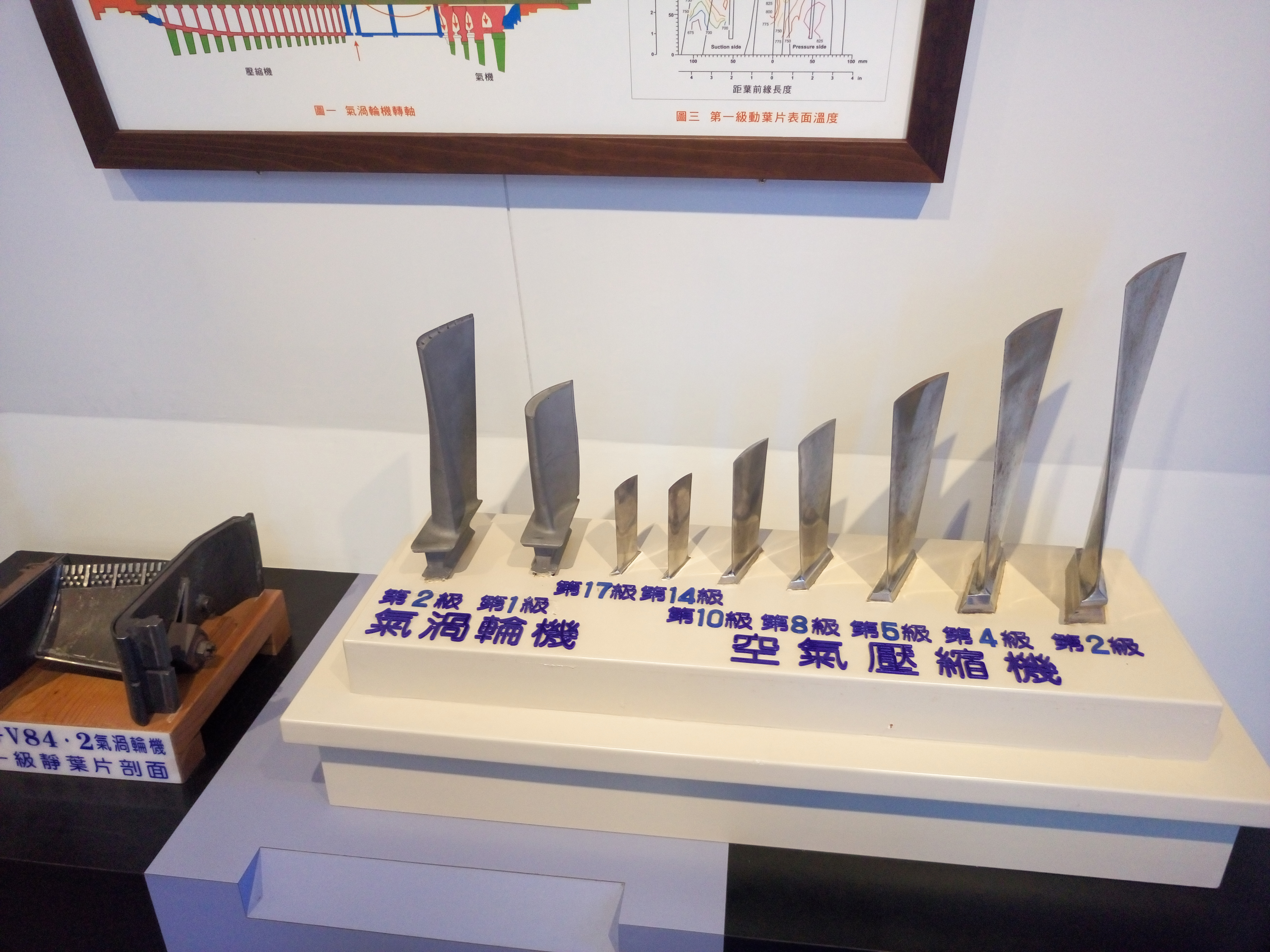
汽渦輪機葉面實物展示
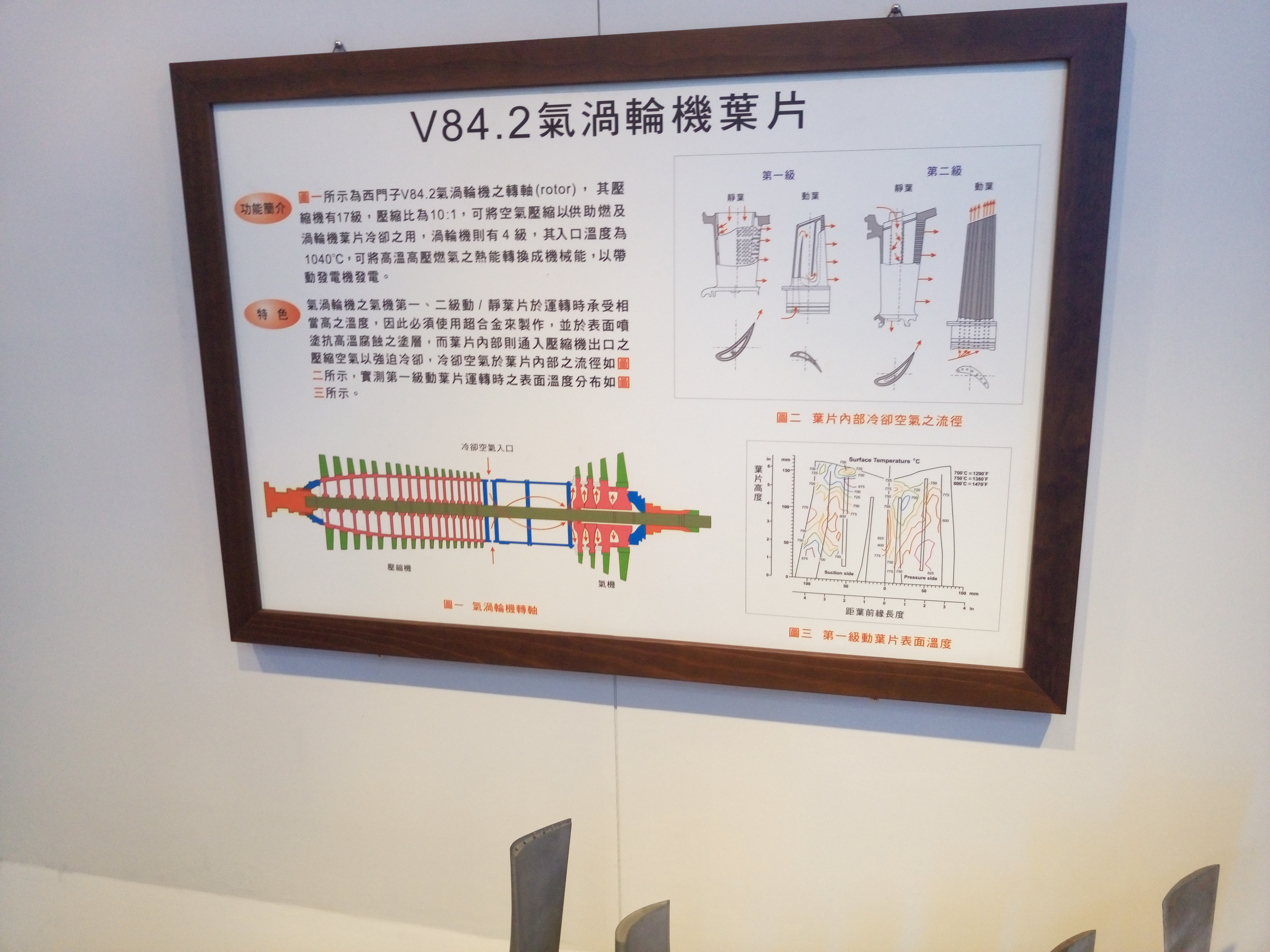
汽渦輪機葉面解說
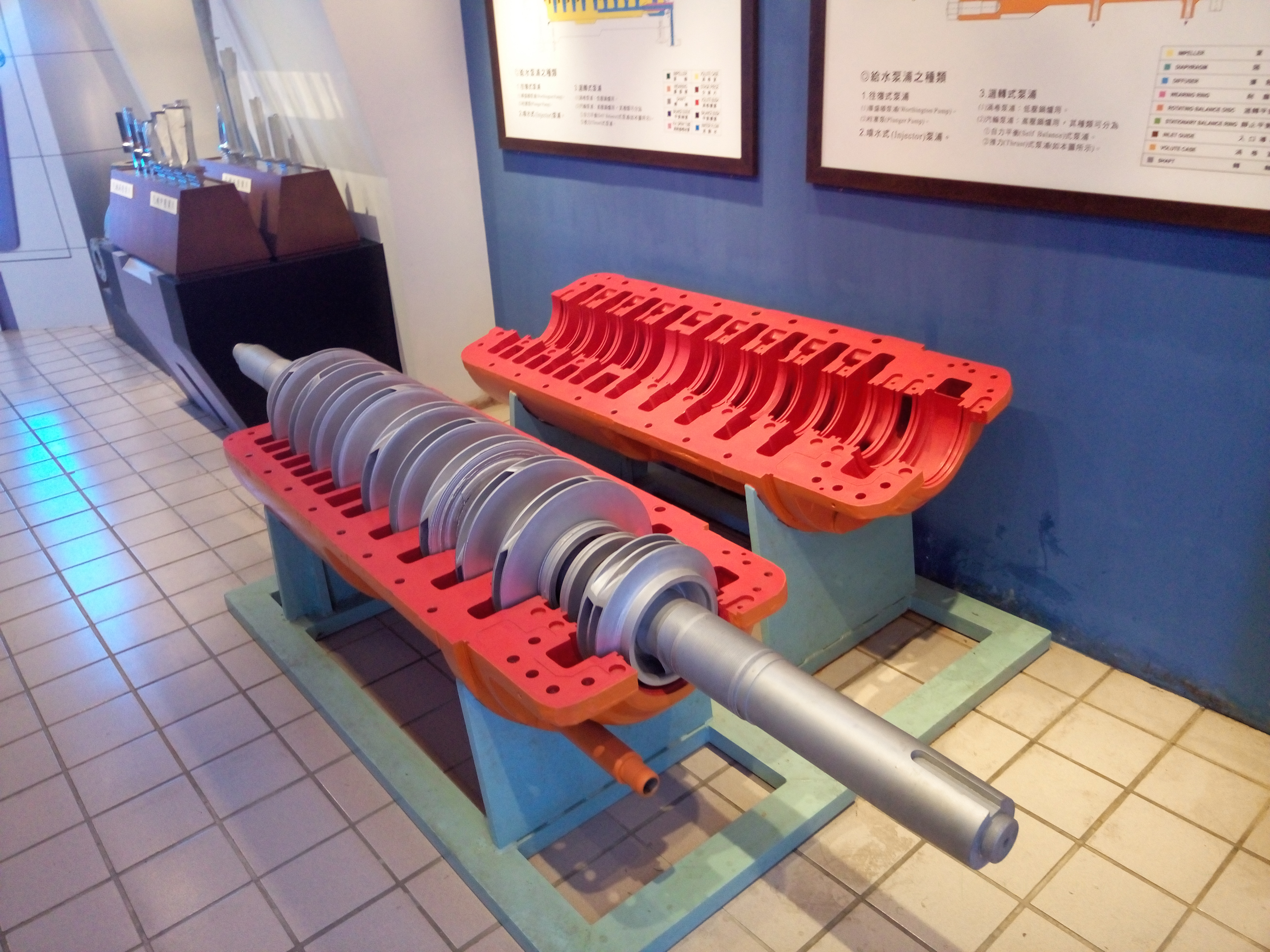
飼水泵實物展示
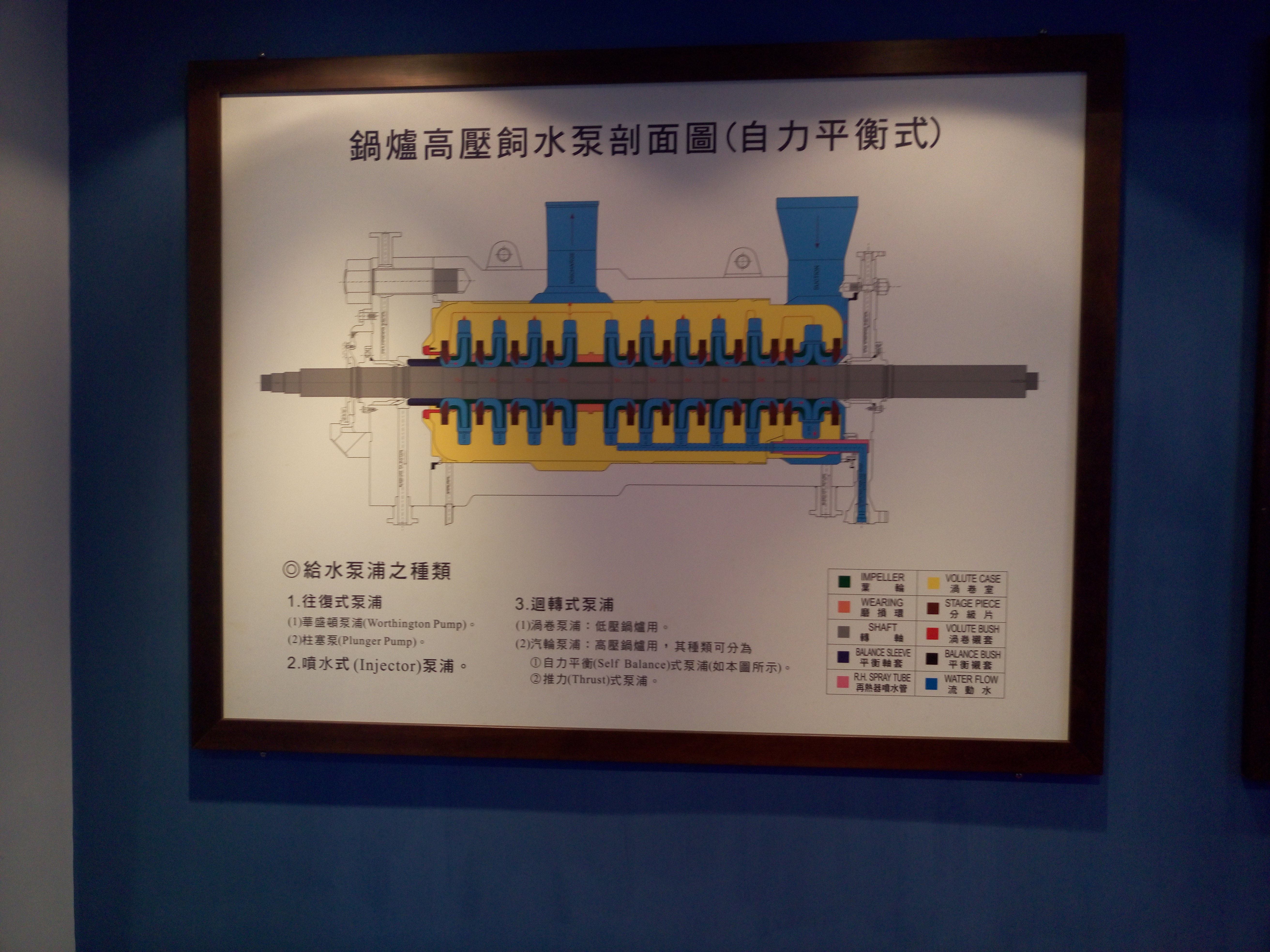
飼水泵剖面圖
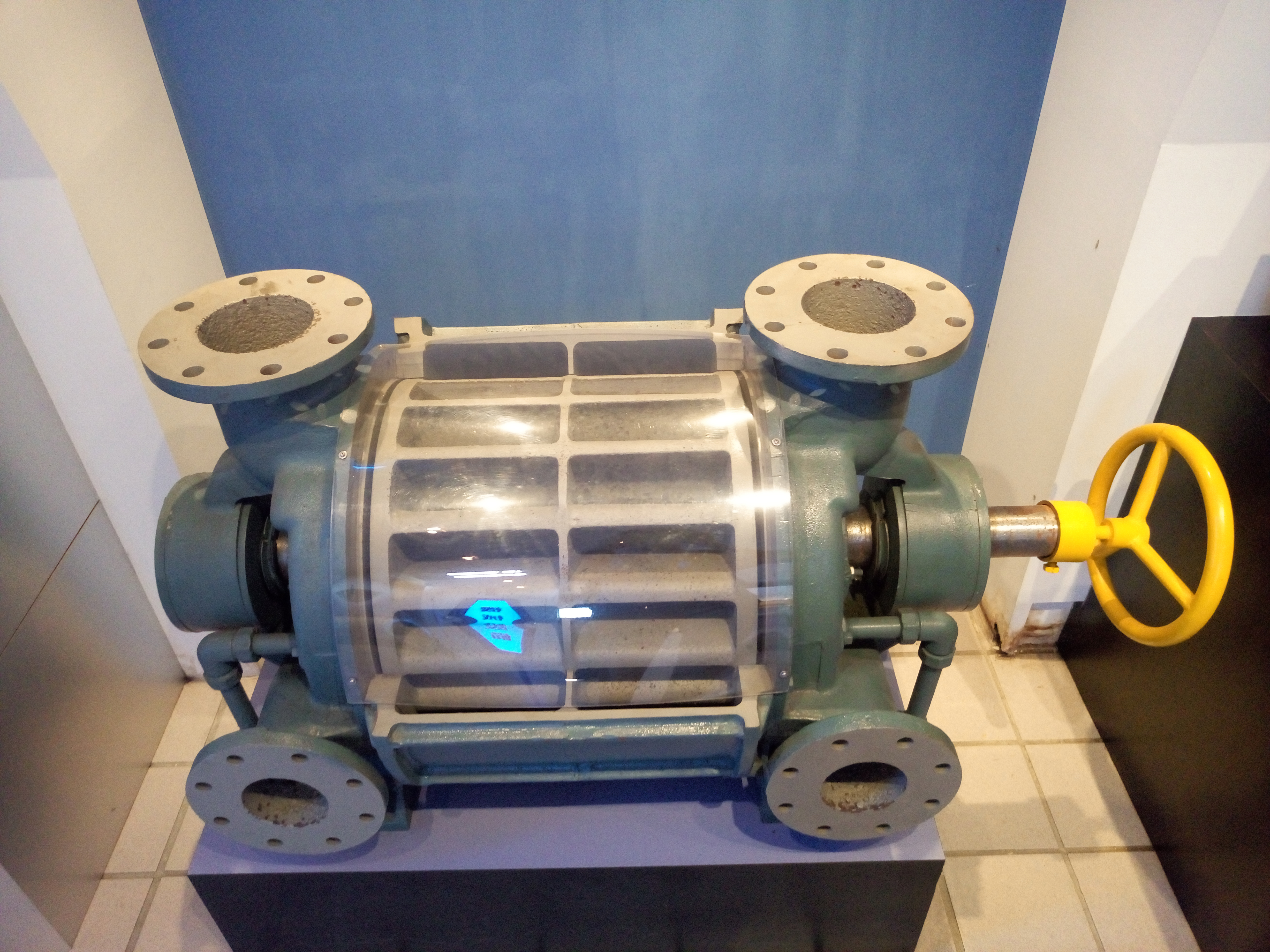
展示品
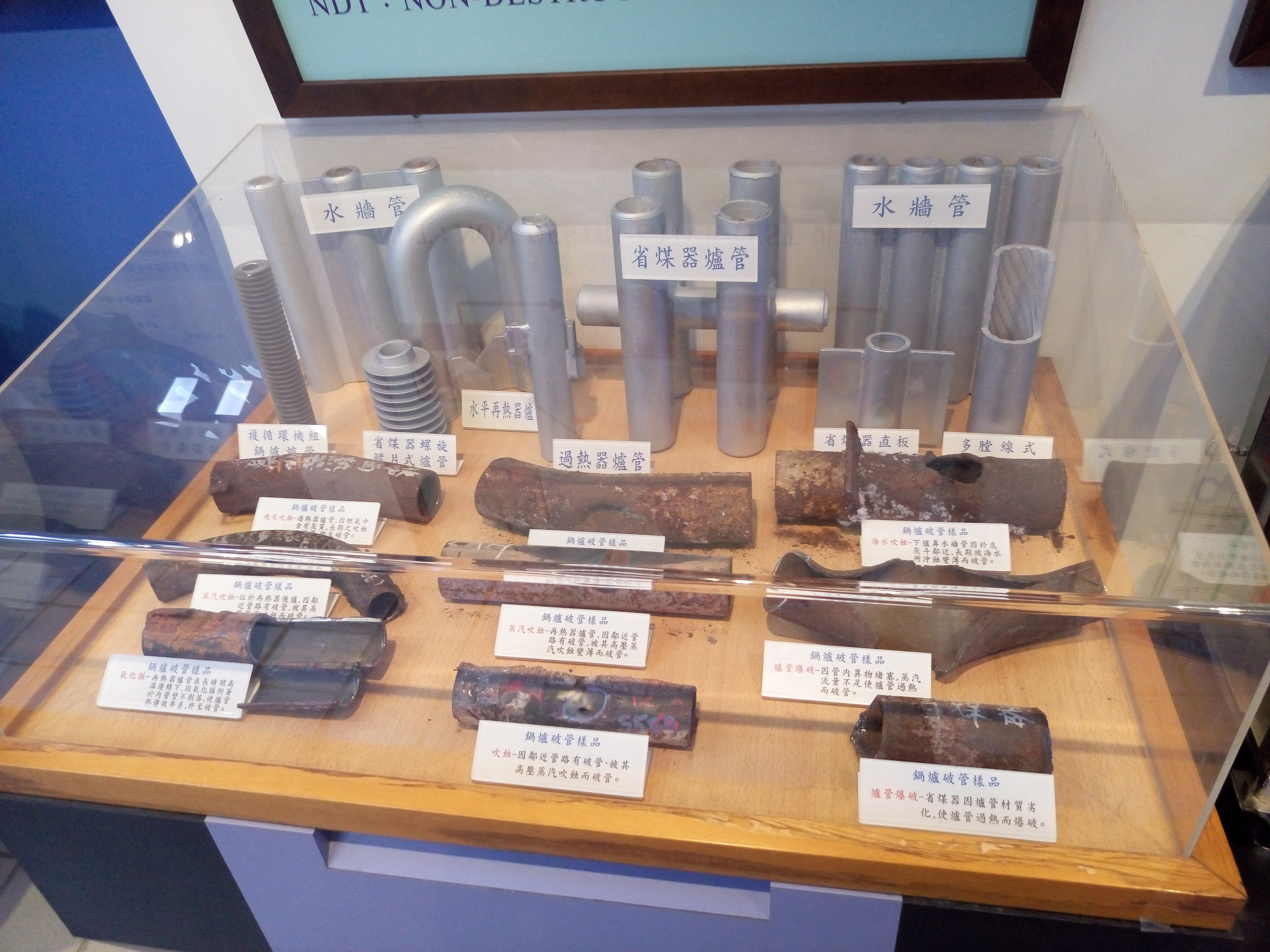
各類型管線實物展示
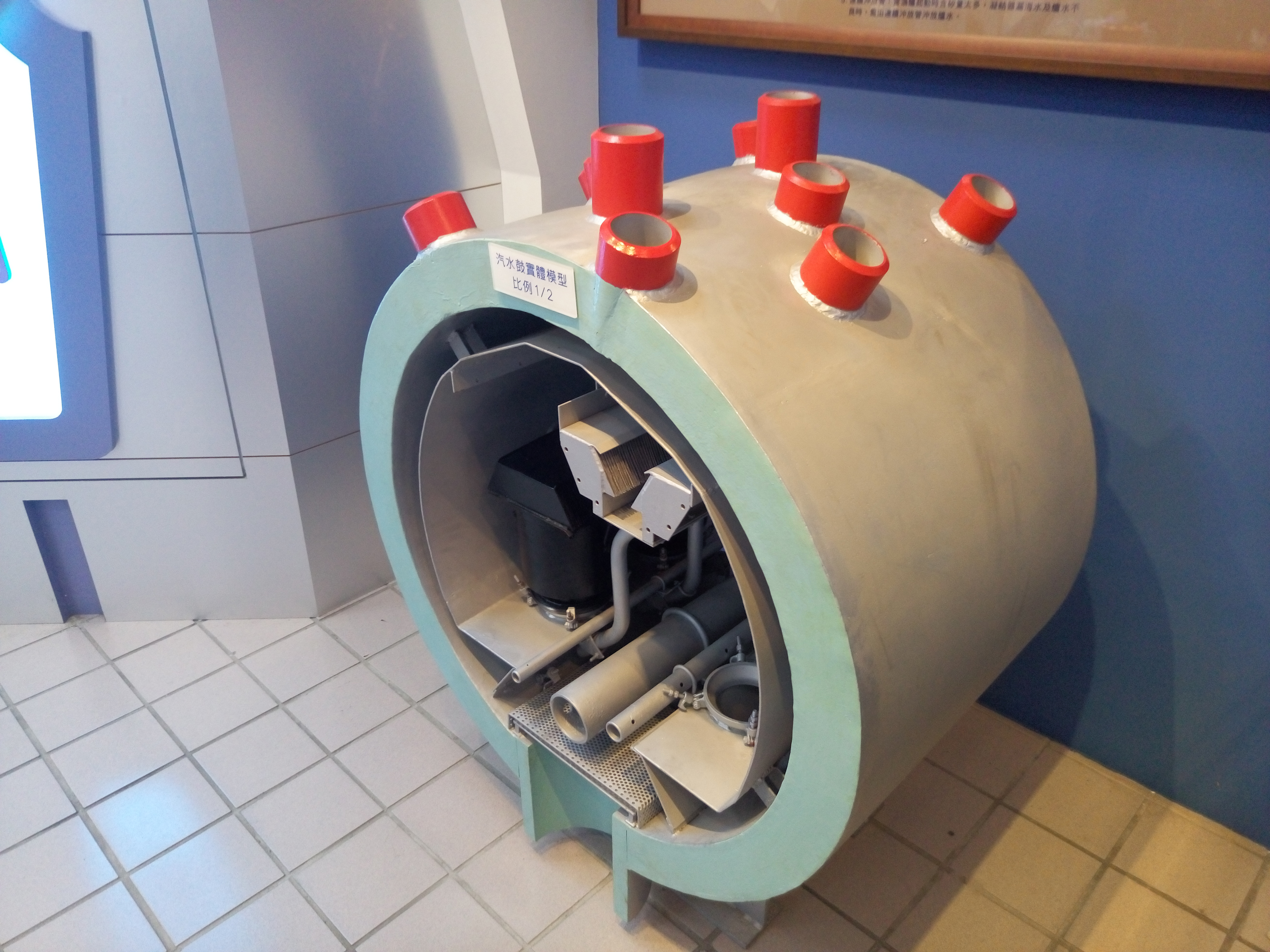
汽水鼓模型
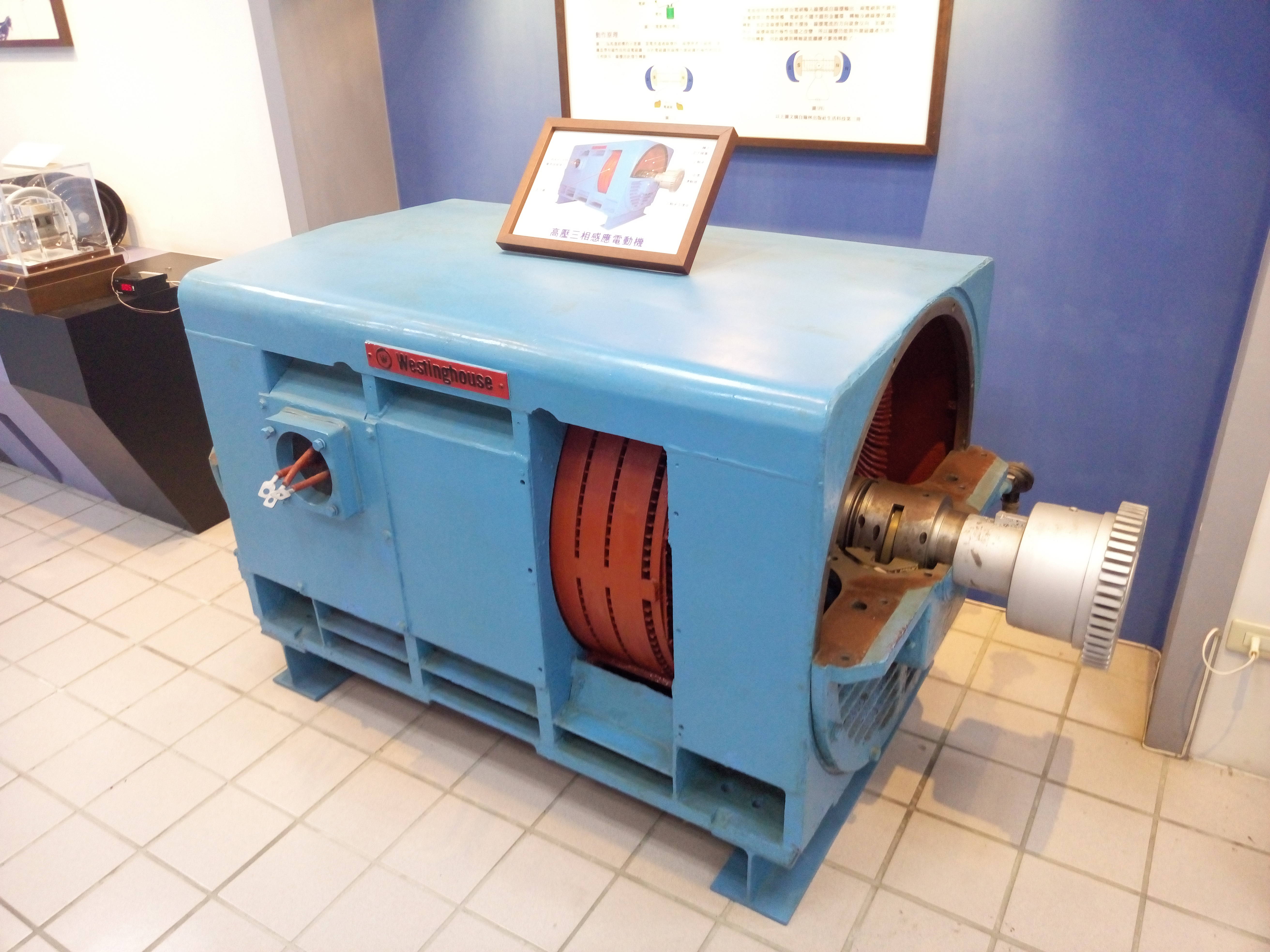
電動機模型
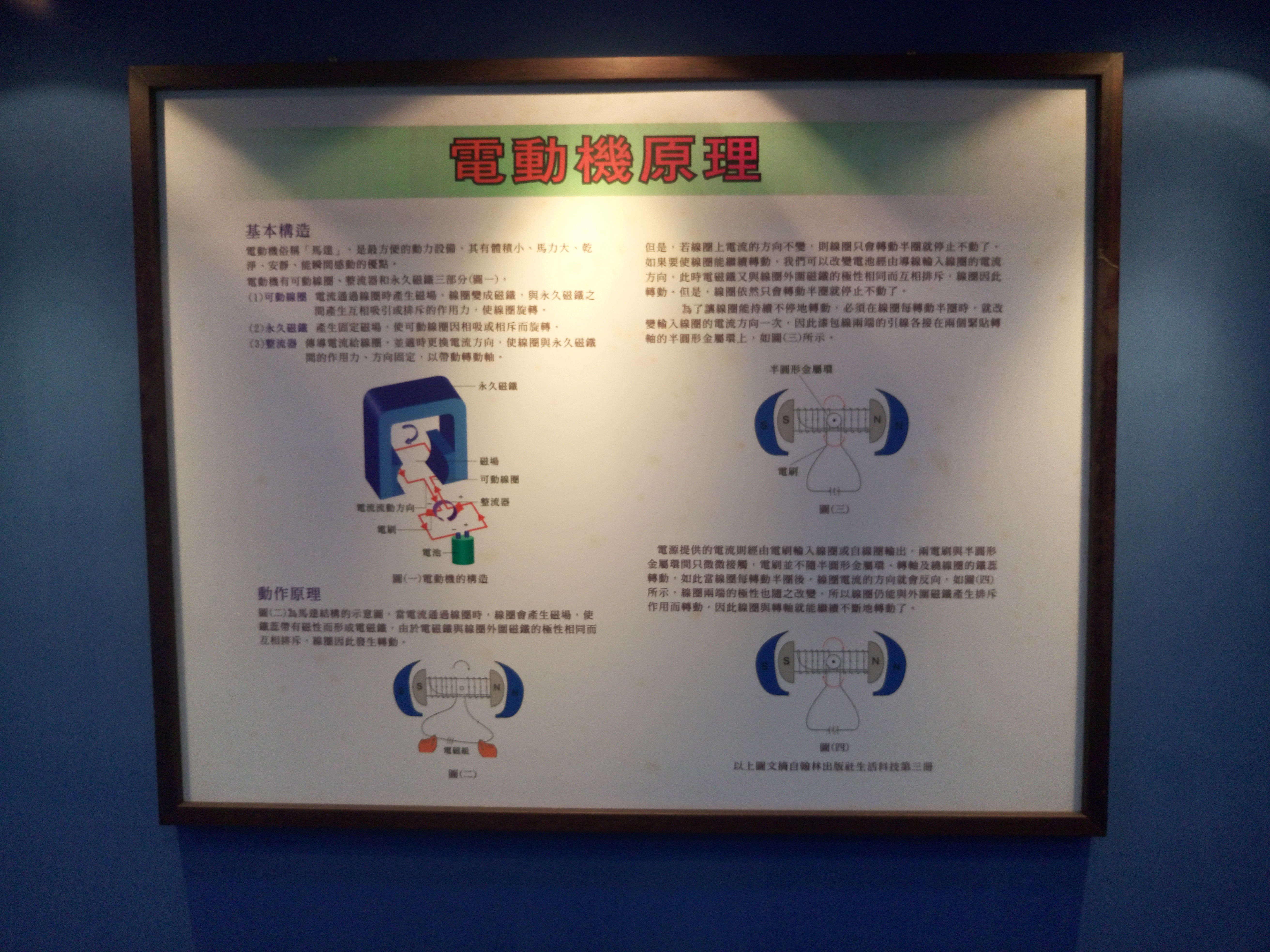
電動機原理圖

#### 電力展示館
以台灣電力公司營運概況與歷史沿革為展覽主軸，並展示臺灣各類型發電方式的示意圖，火力發電廠減碳方式，能源節約等主題。

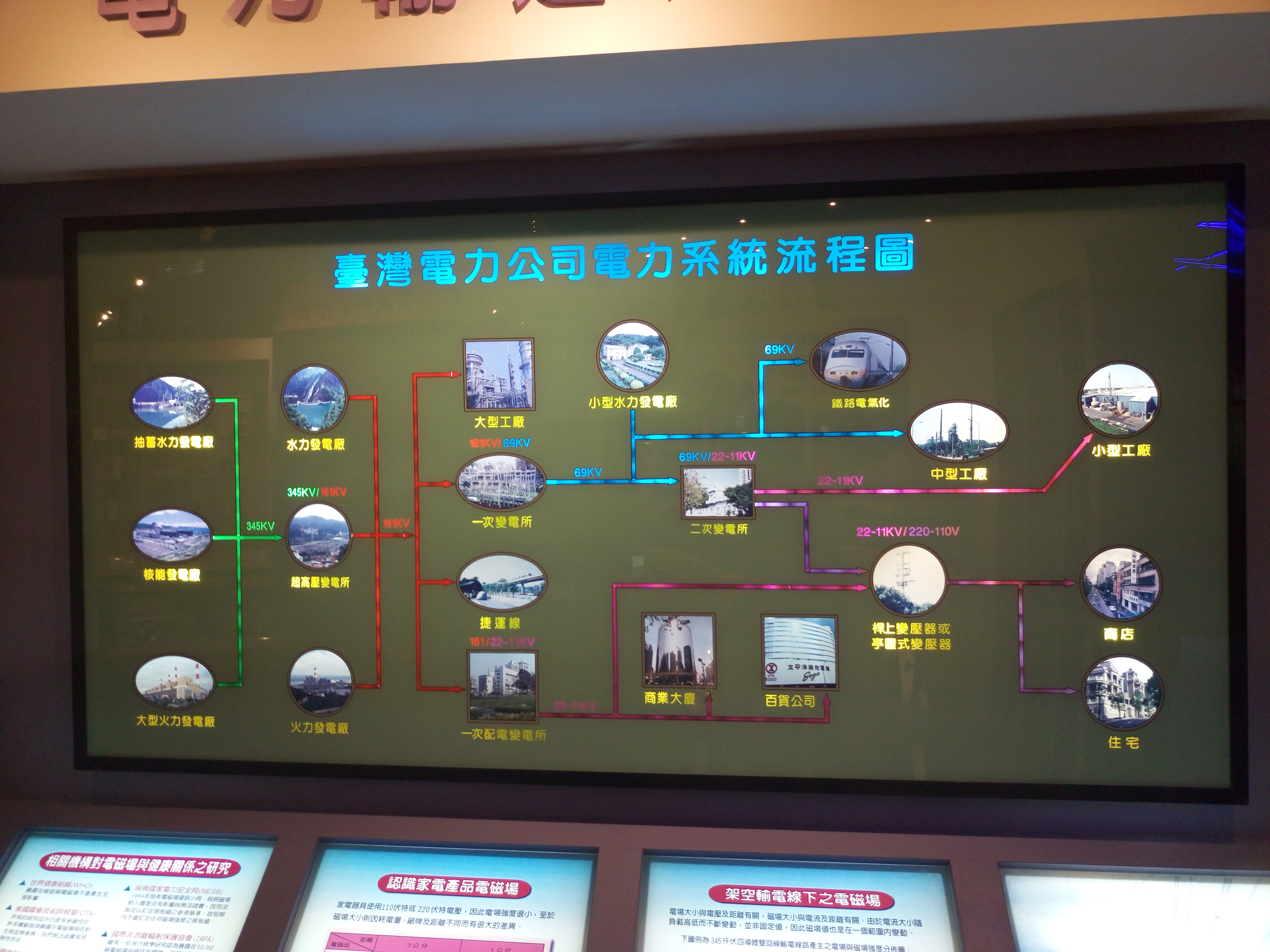
臺灣電力供應流程圖
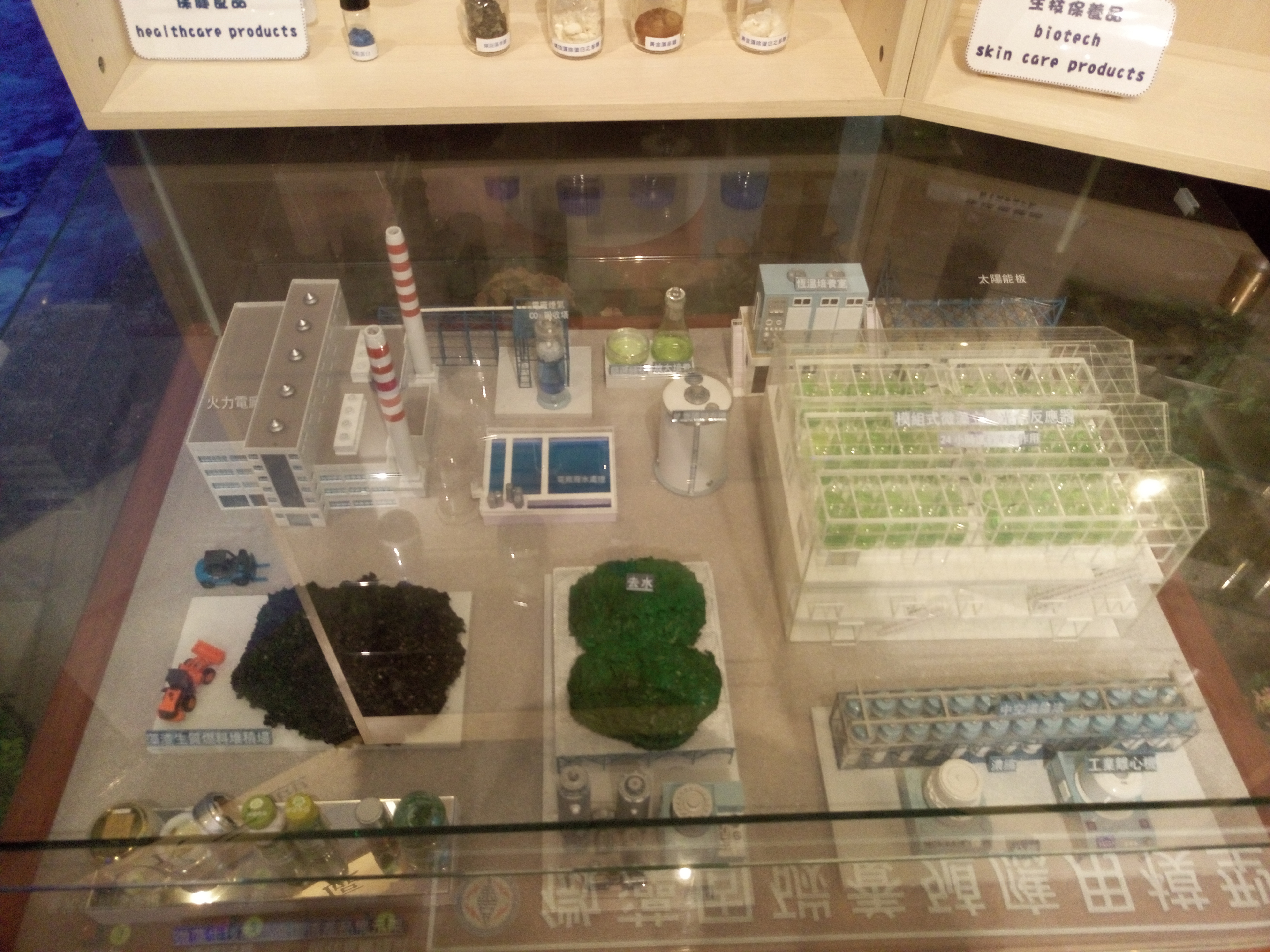
減碳微藻養殖
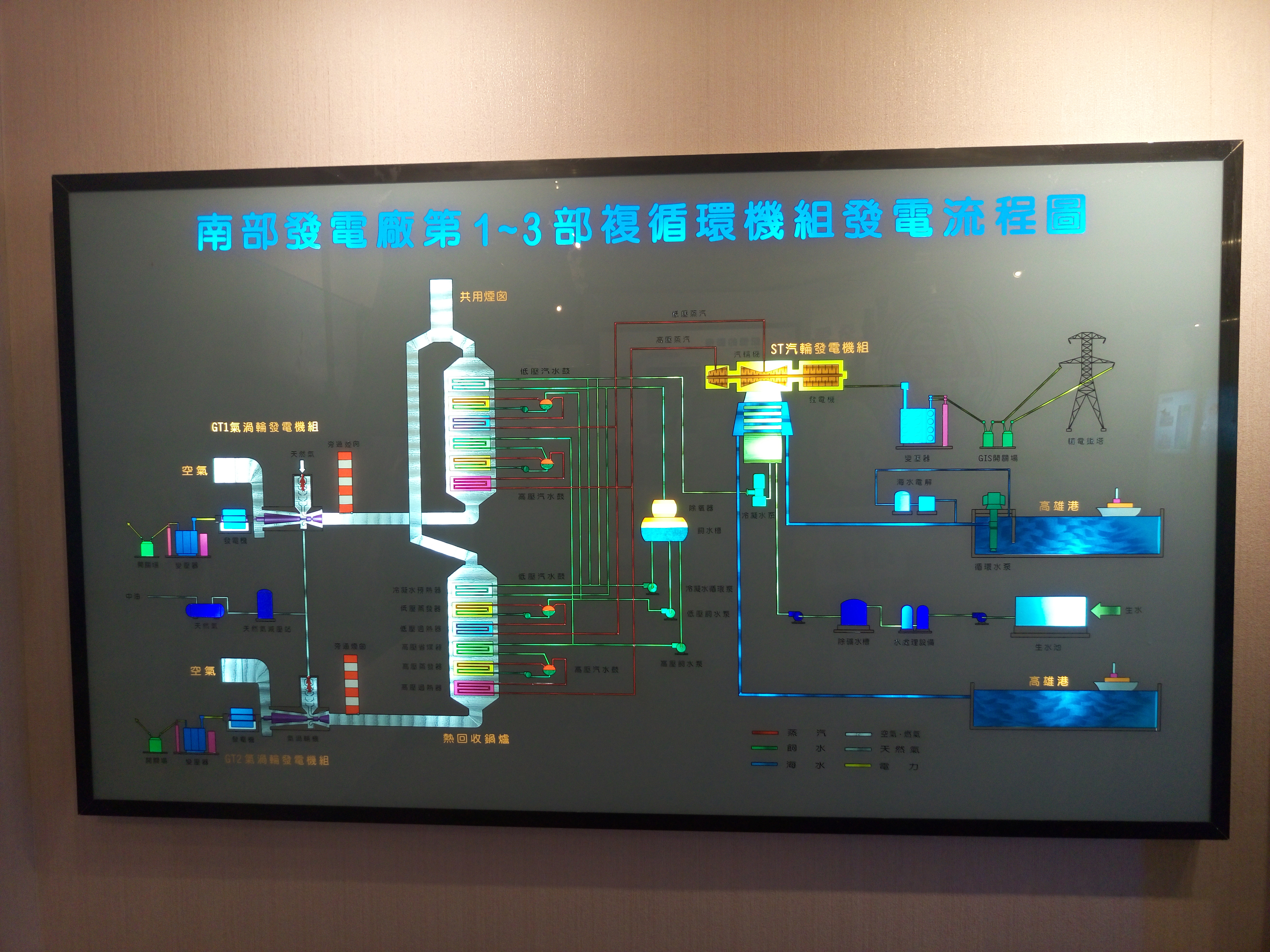
南部發電廠發電流程
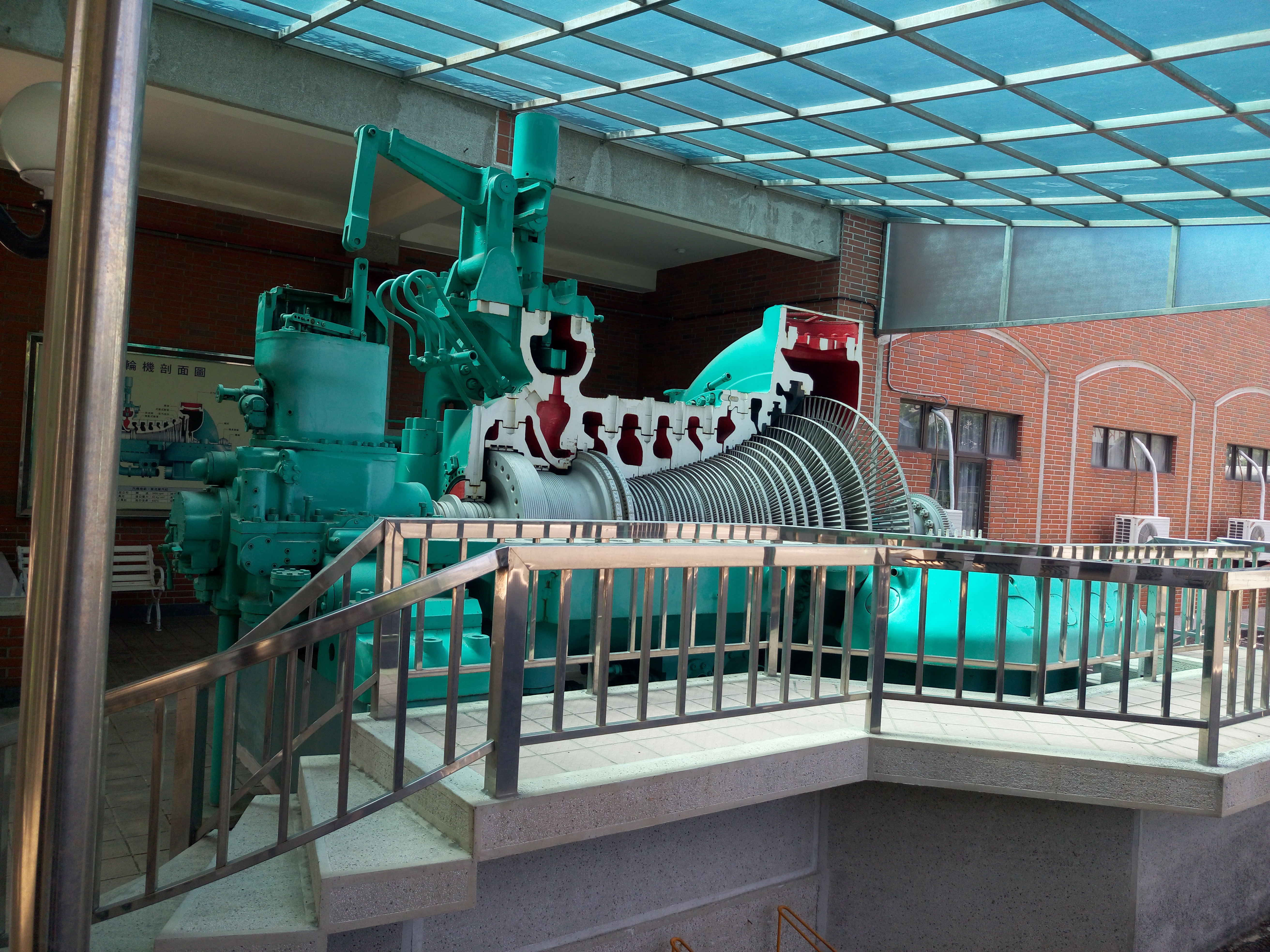
汽輪機剖面外觀，該機組來自已除役的北部發電廠。
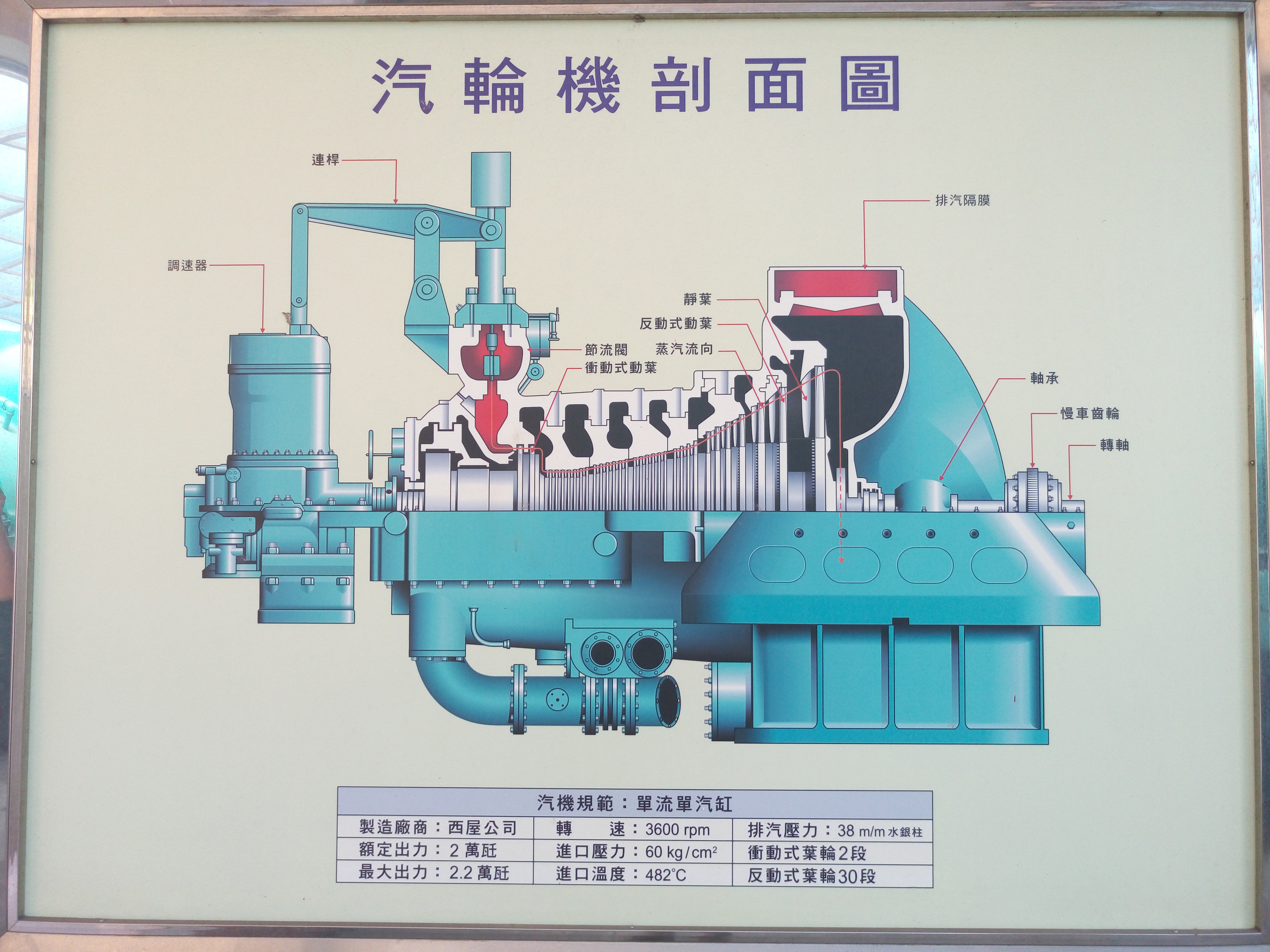
汽輪機解說
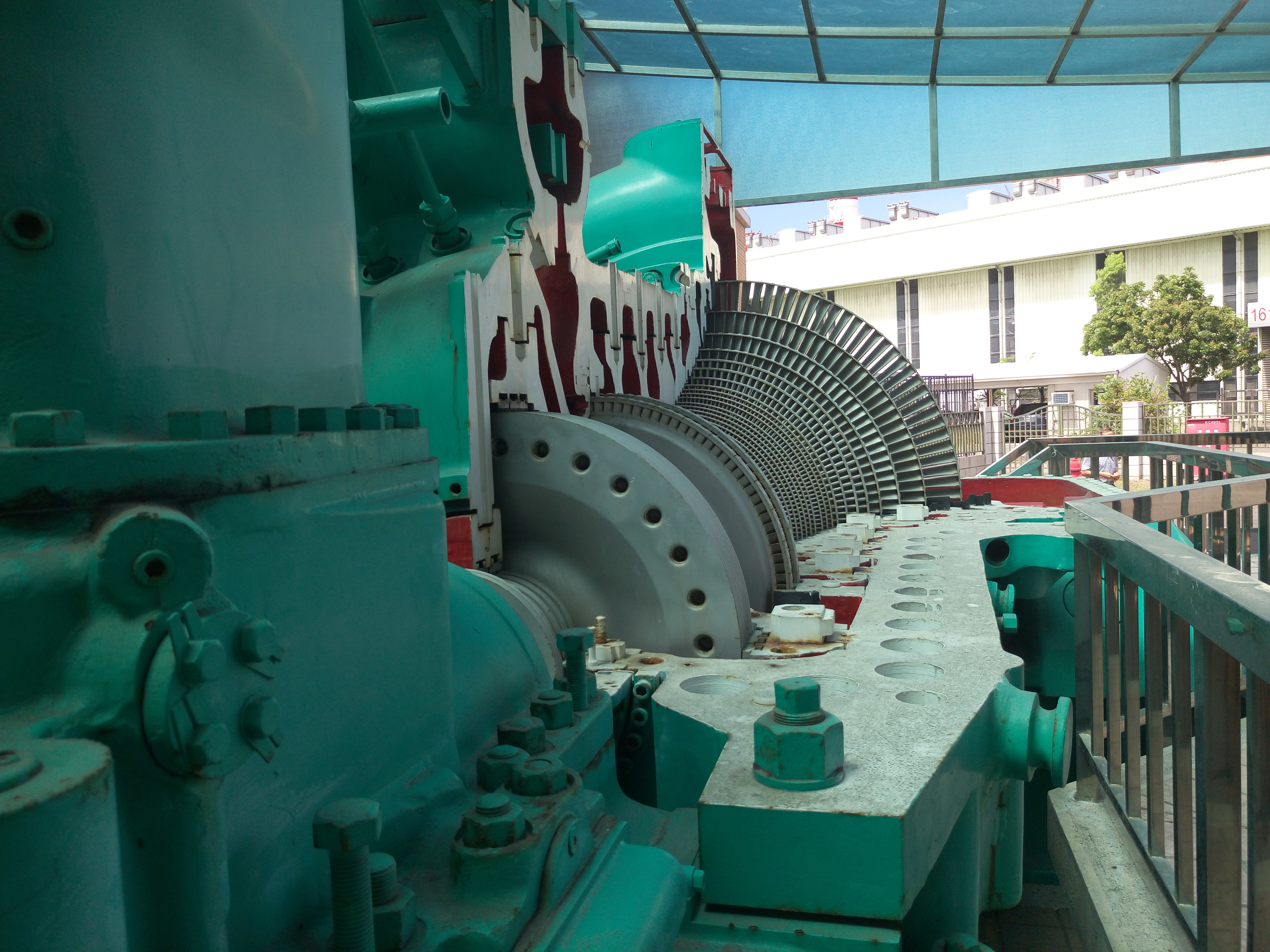
汽輪機展示

## 圖集

### 附屬設施

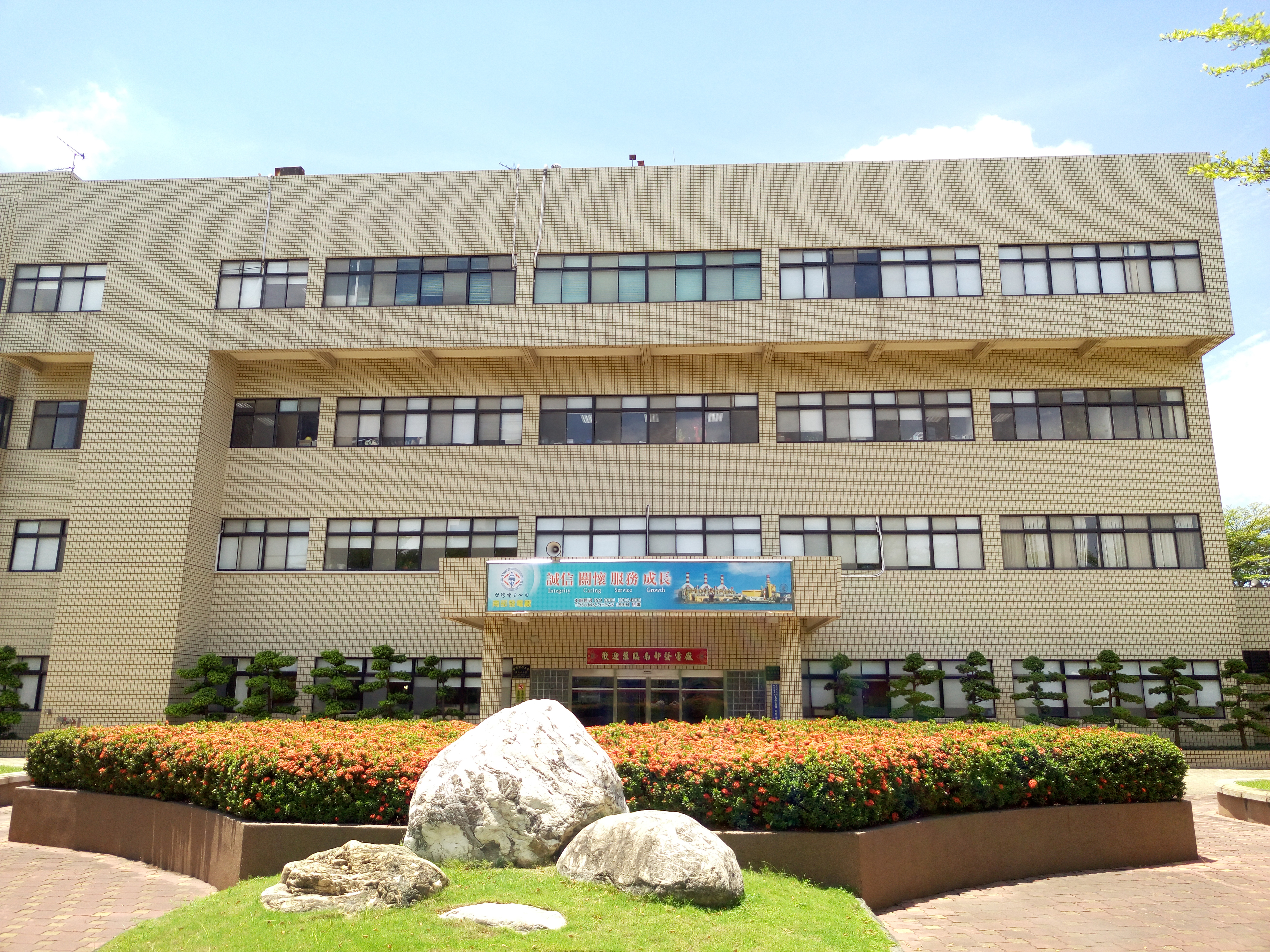
南部發電廠行政中心
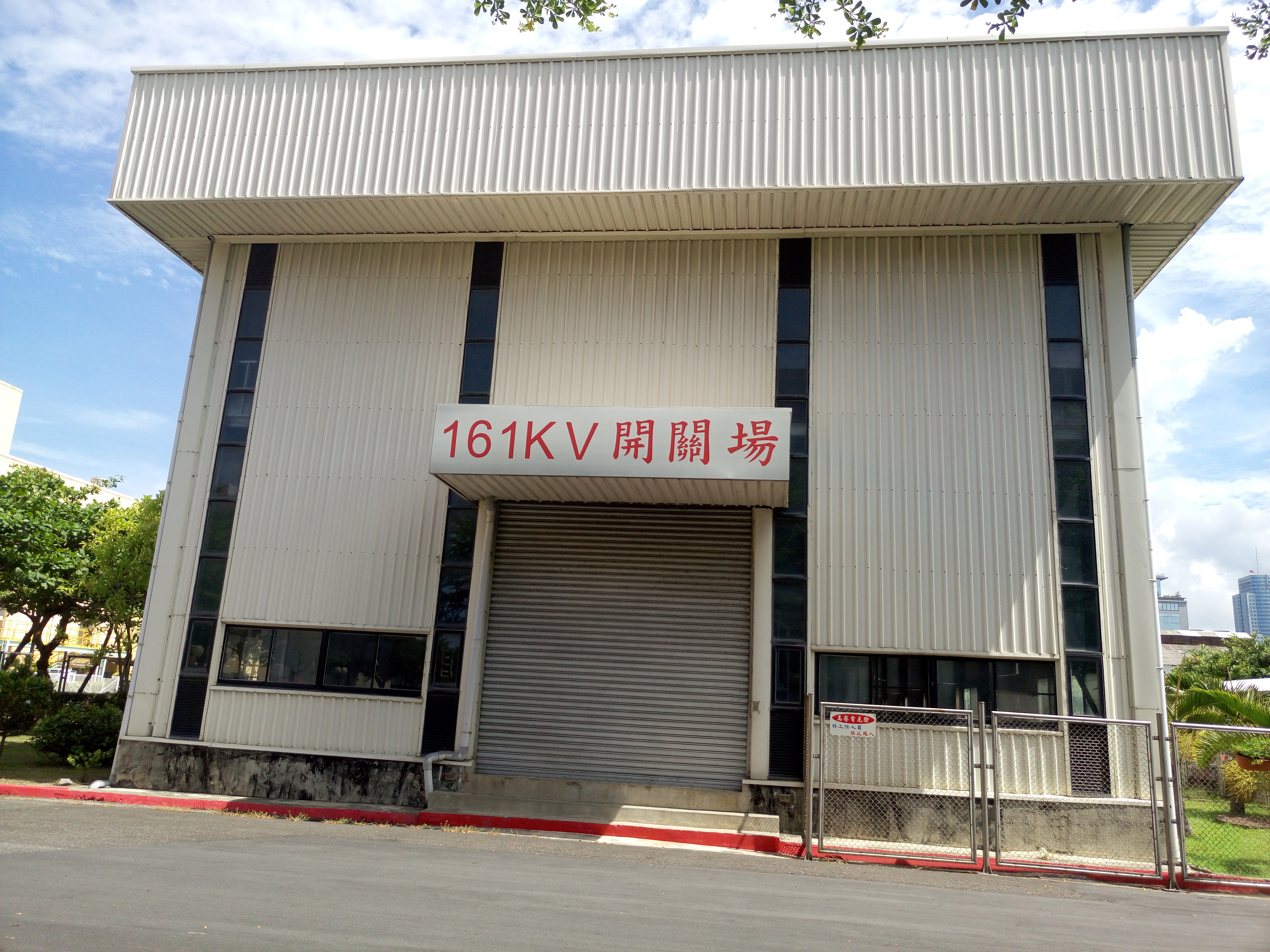
發電後電力輸出的開關場
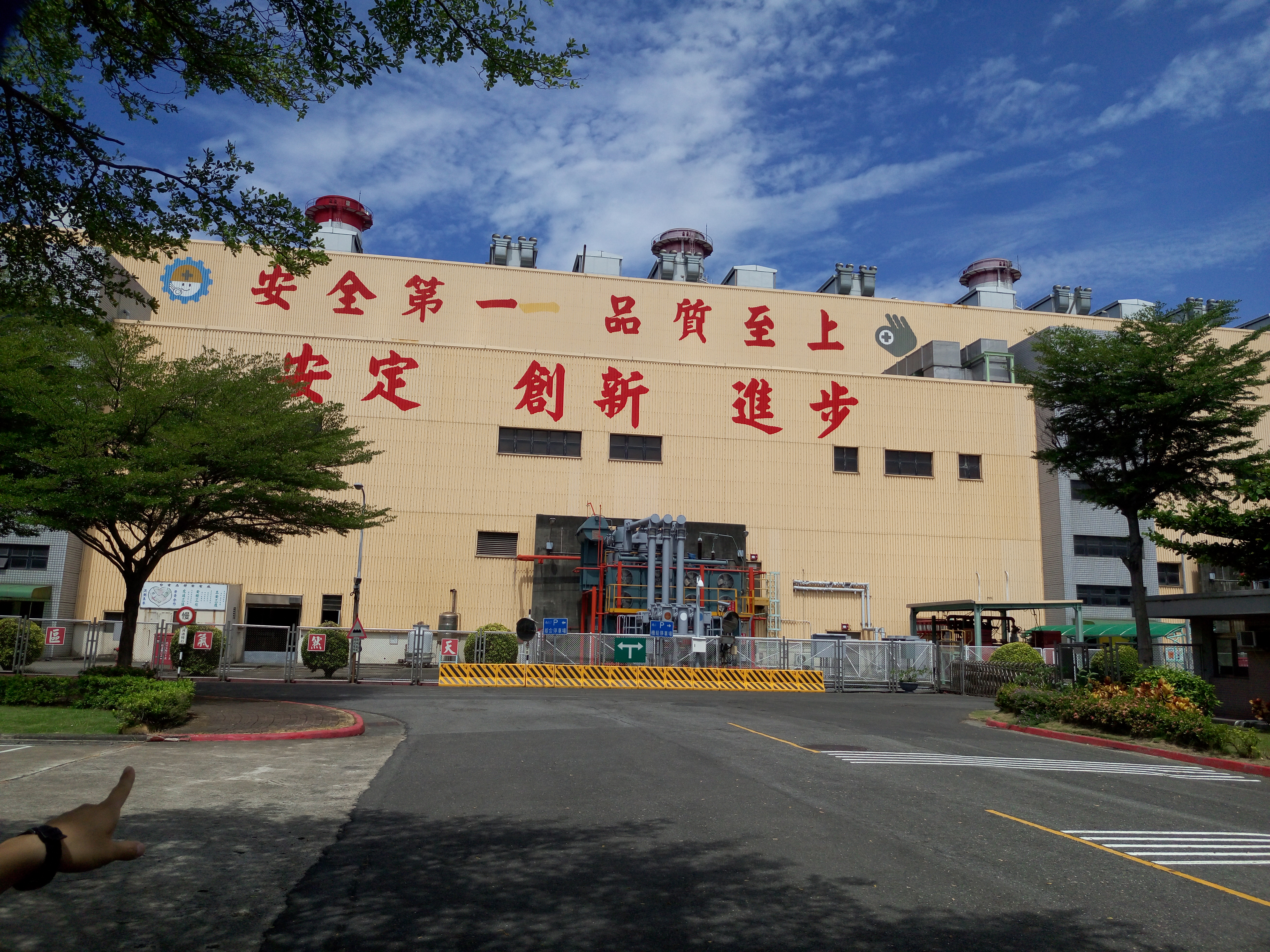
南部發電廠廠房外觀
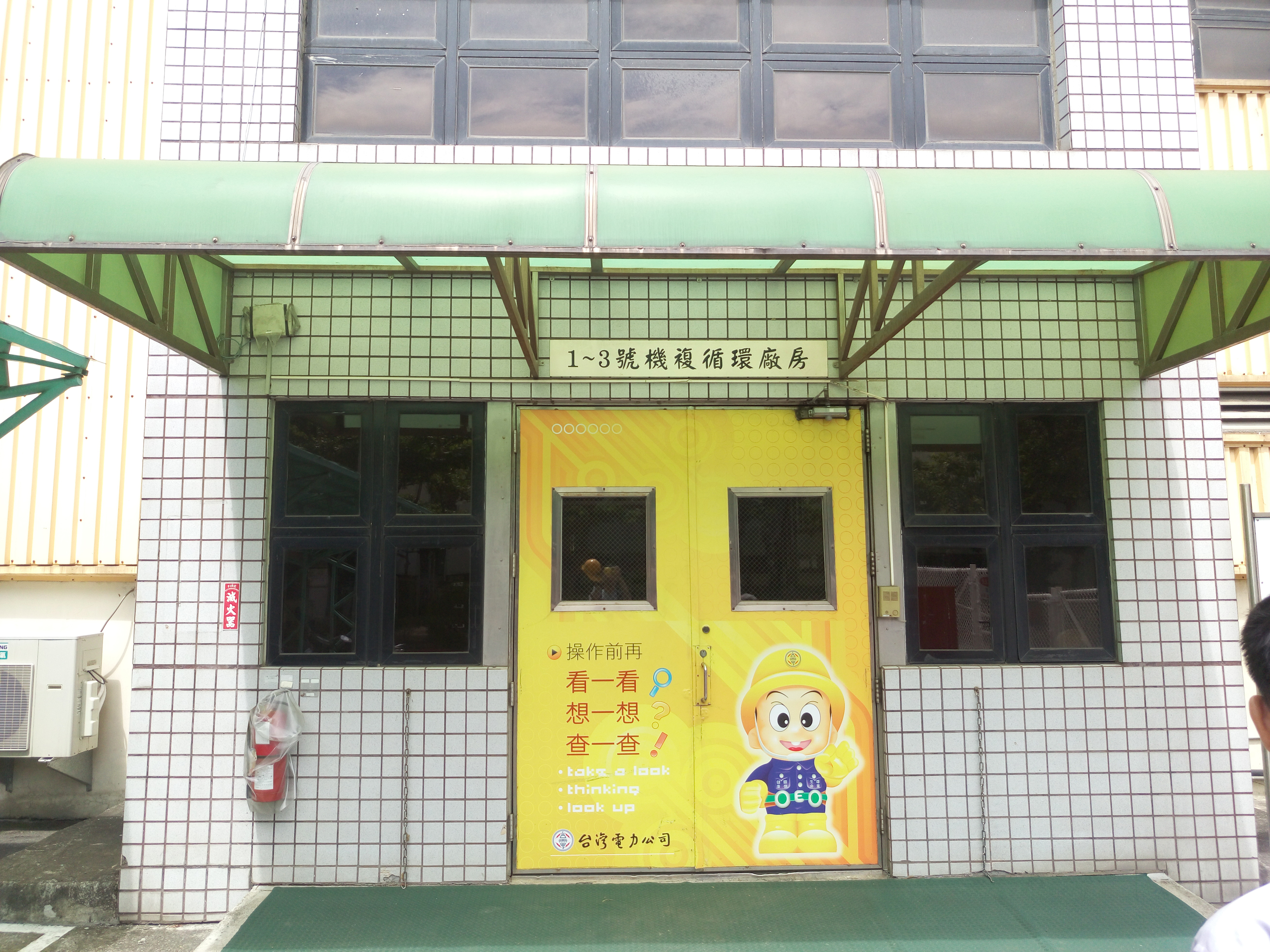
南部發電廠廠房入口
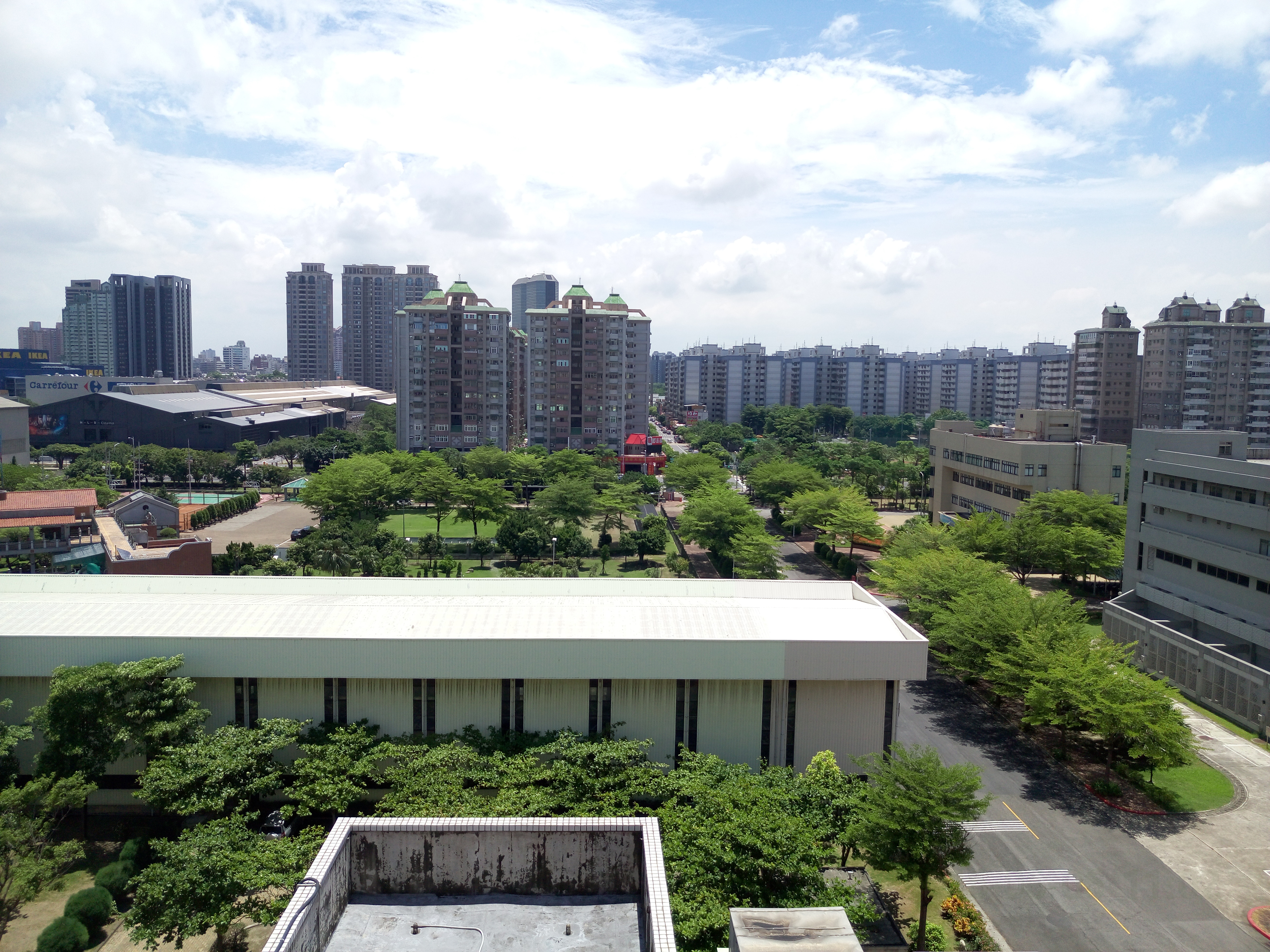
南部發電廠廠區一覽
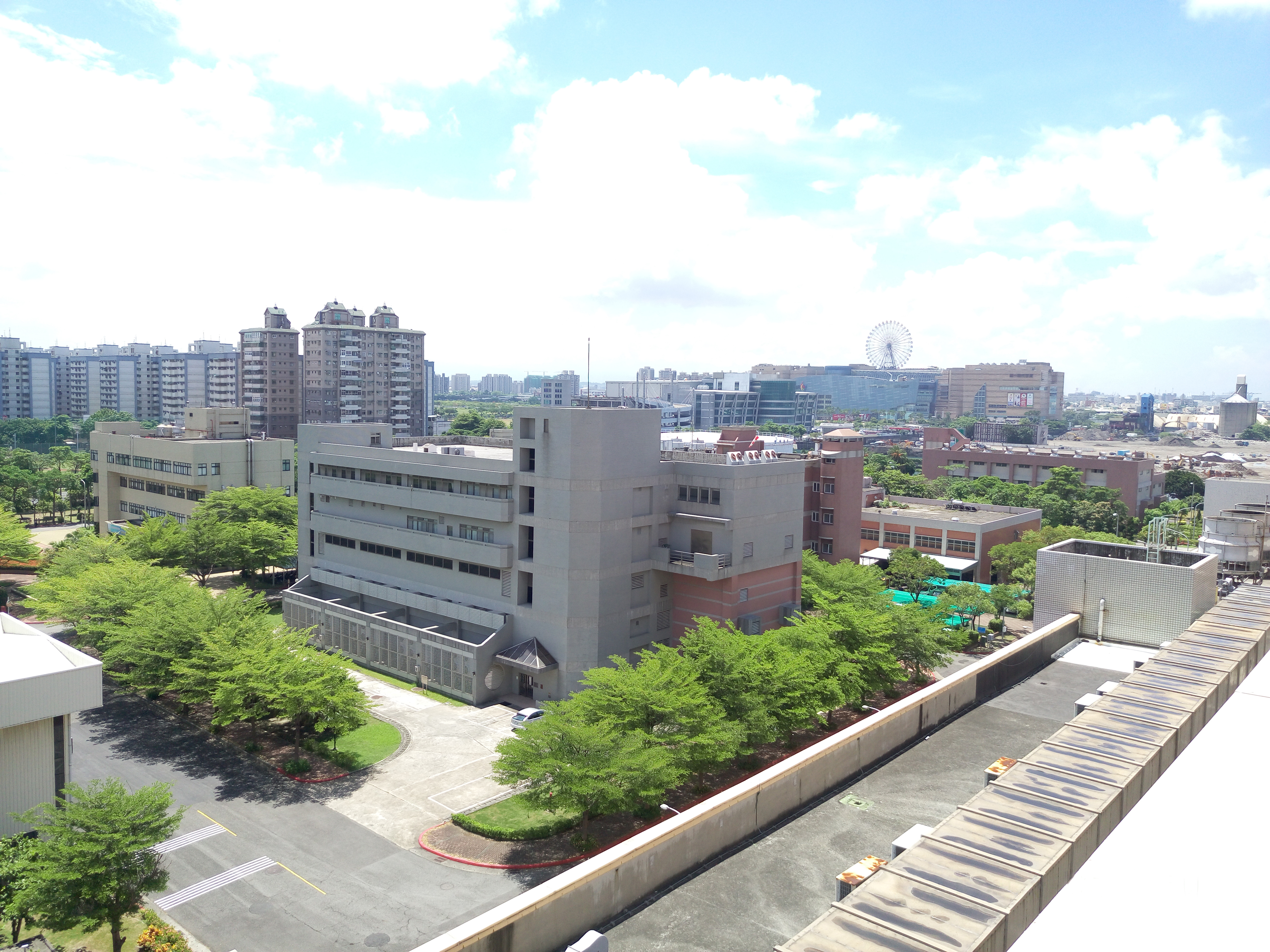
南部發電廠廠區一覽
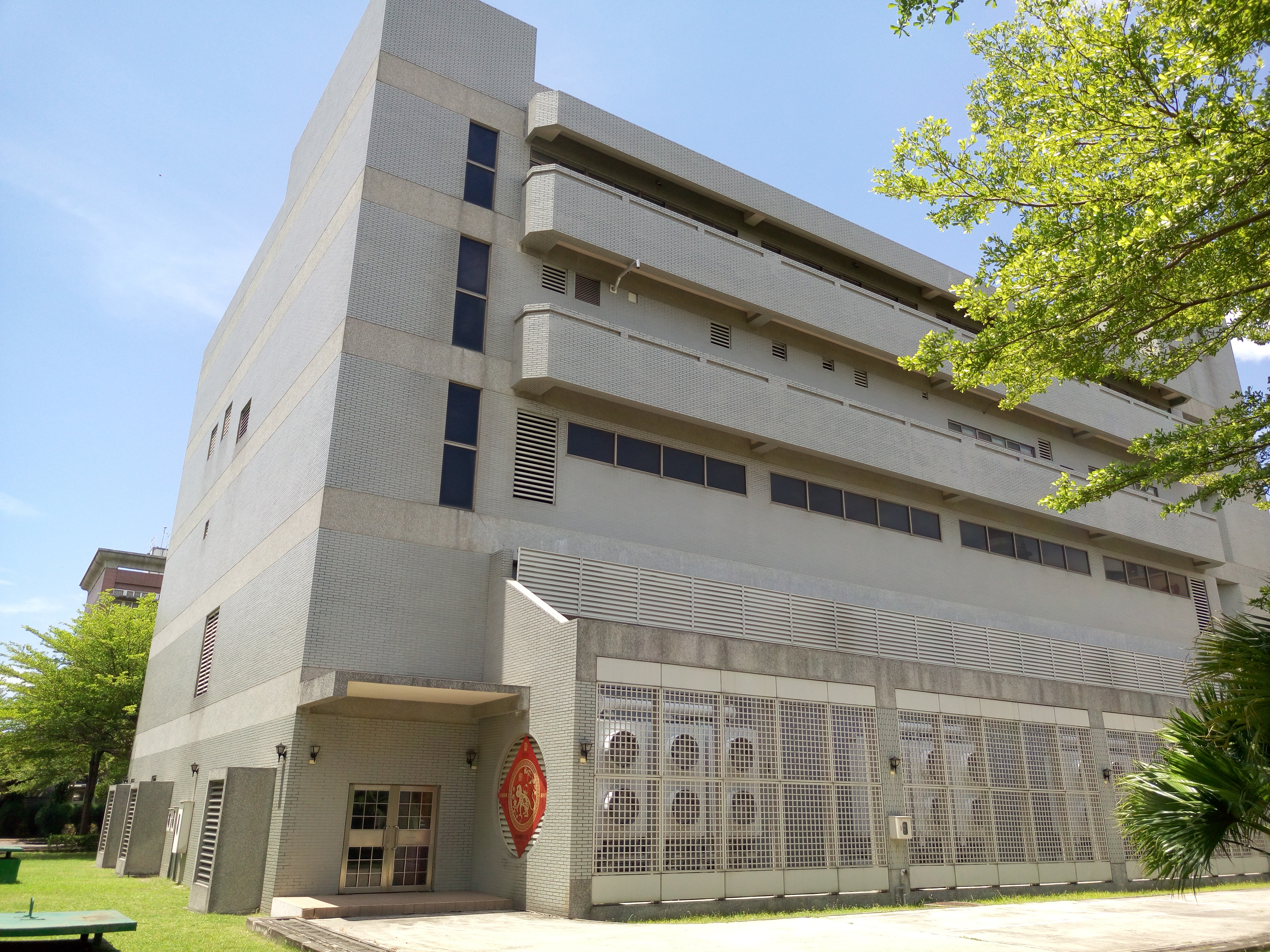
南部發電廠內的鎮北變電所，該所雖位於南火廠內，但管轄權為高雄區營業處所有

### 機組設備

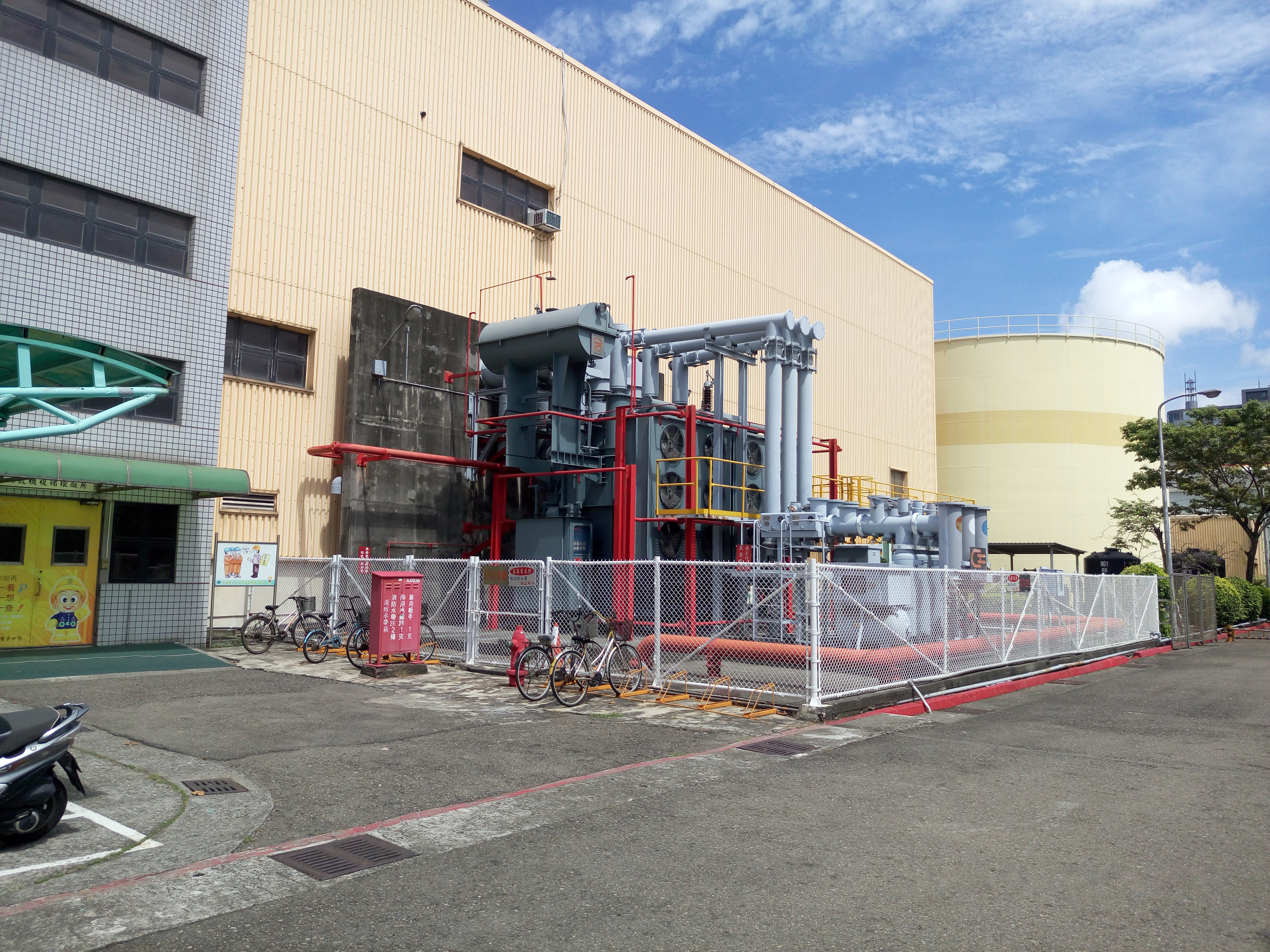
汽輪發電機一號機主變壓器
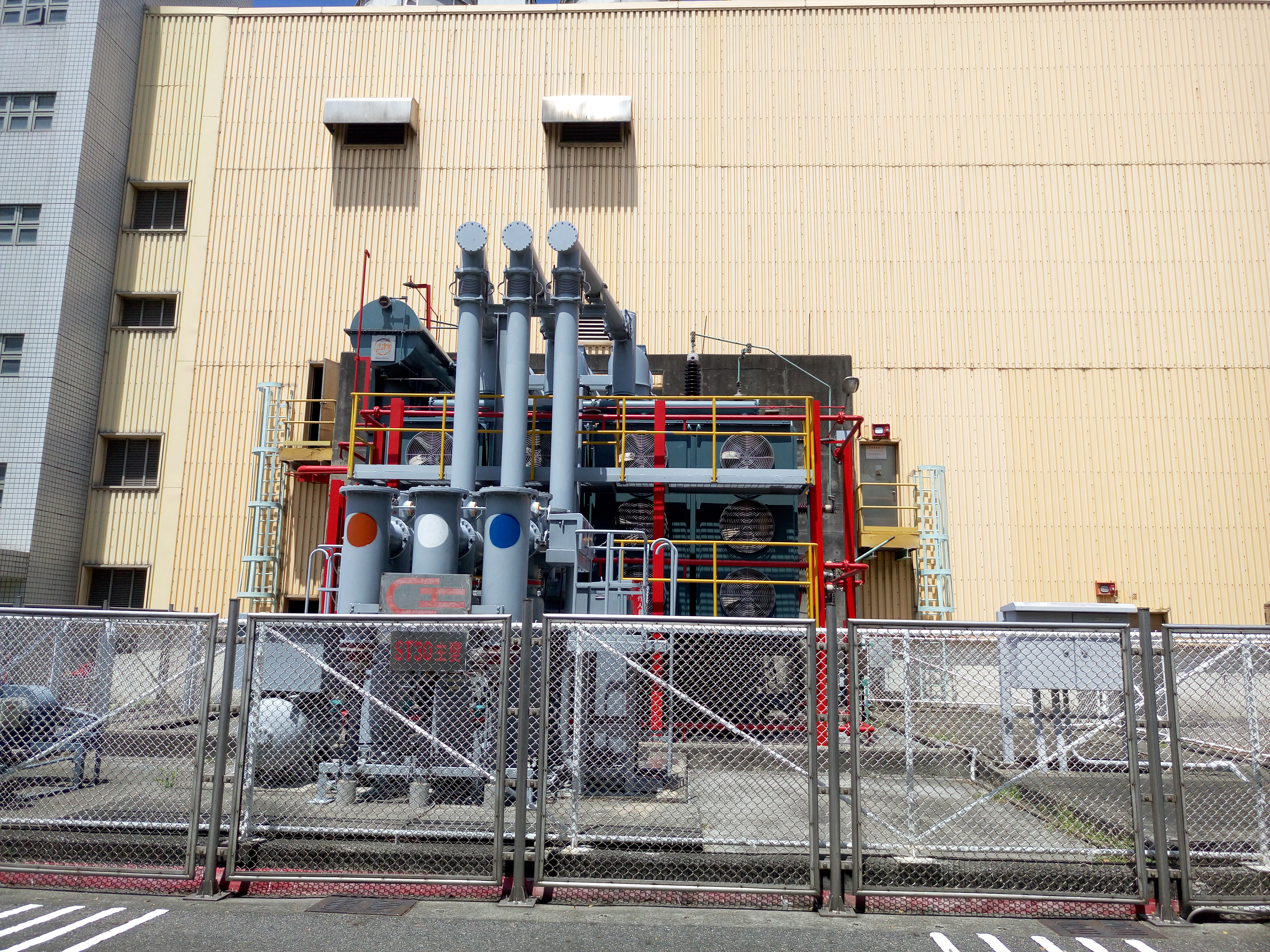
汽輪發電機三號機主變壓器
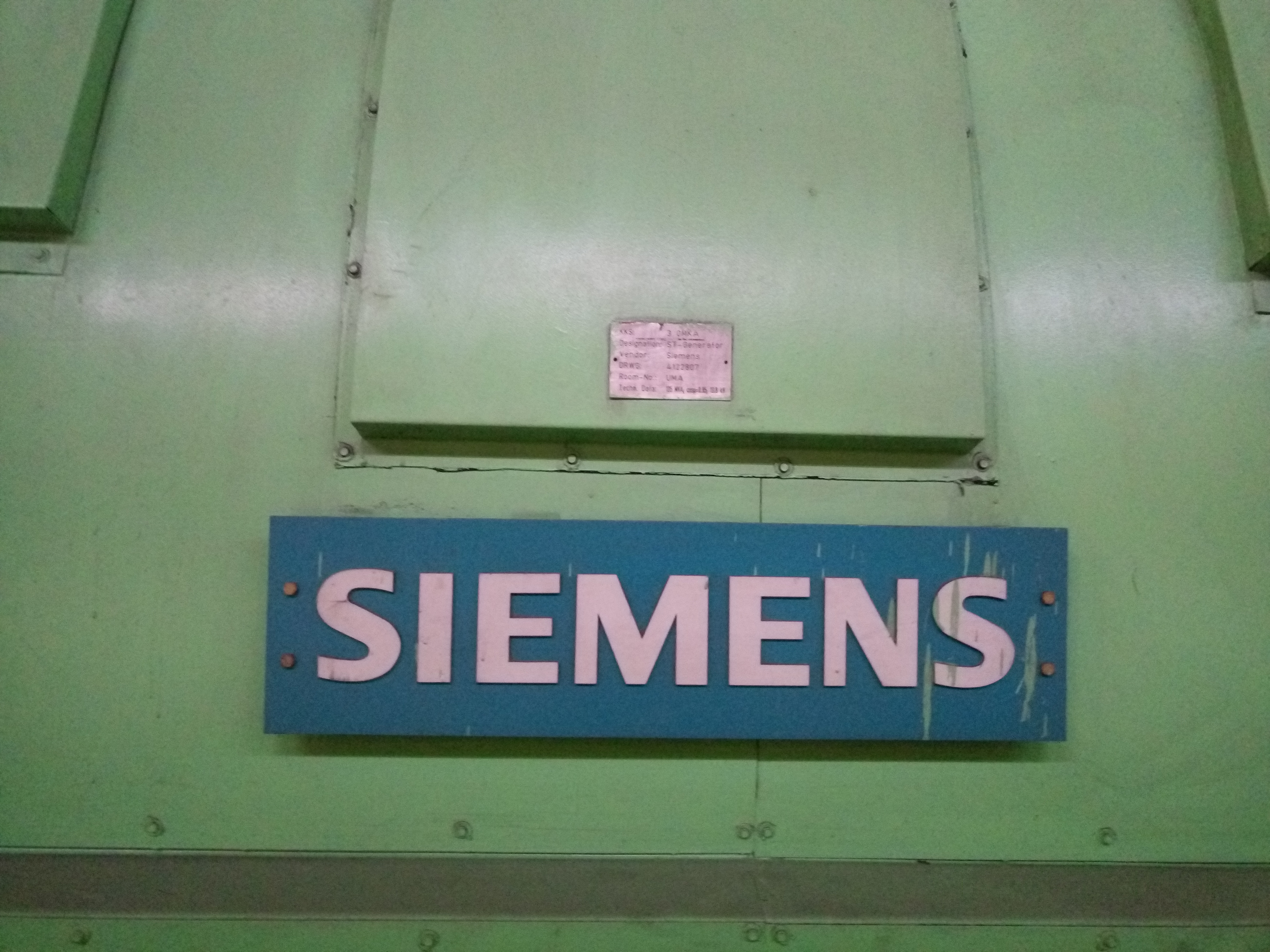
三號複循環汽輪發電機組銘牌，德國西門子公司製
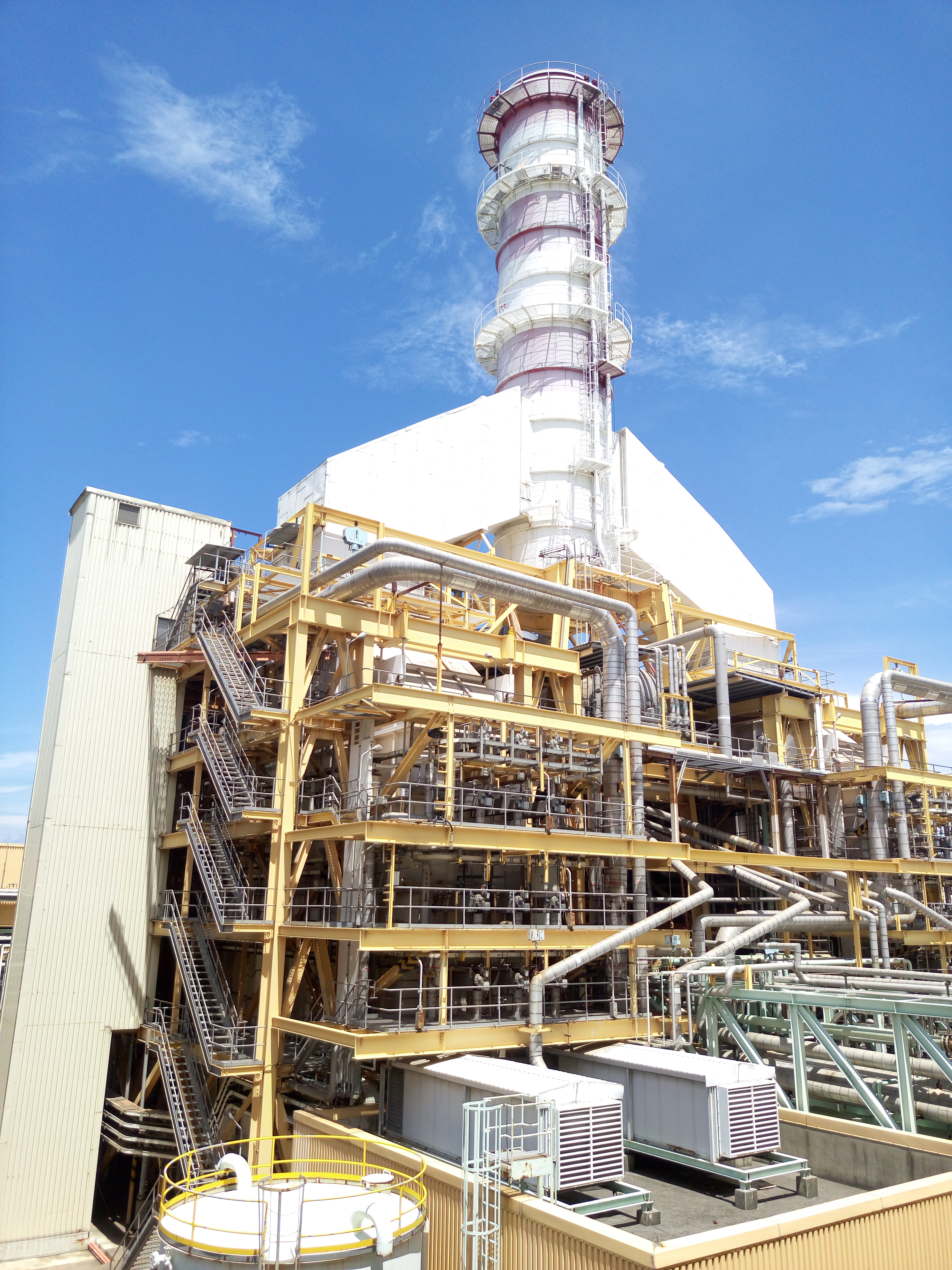
一號機鍋爐外觀
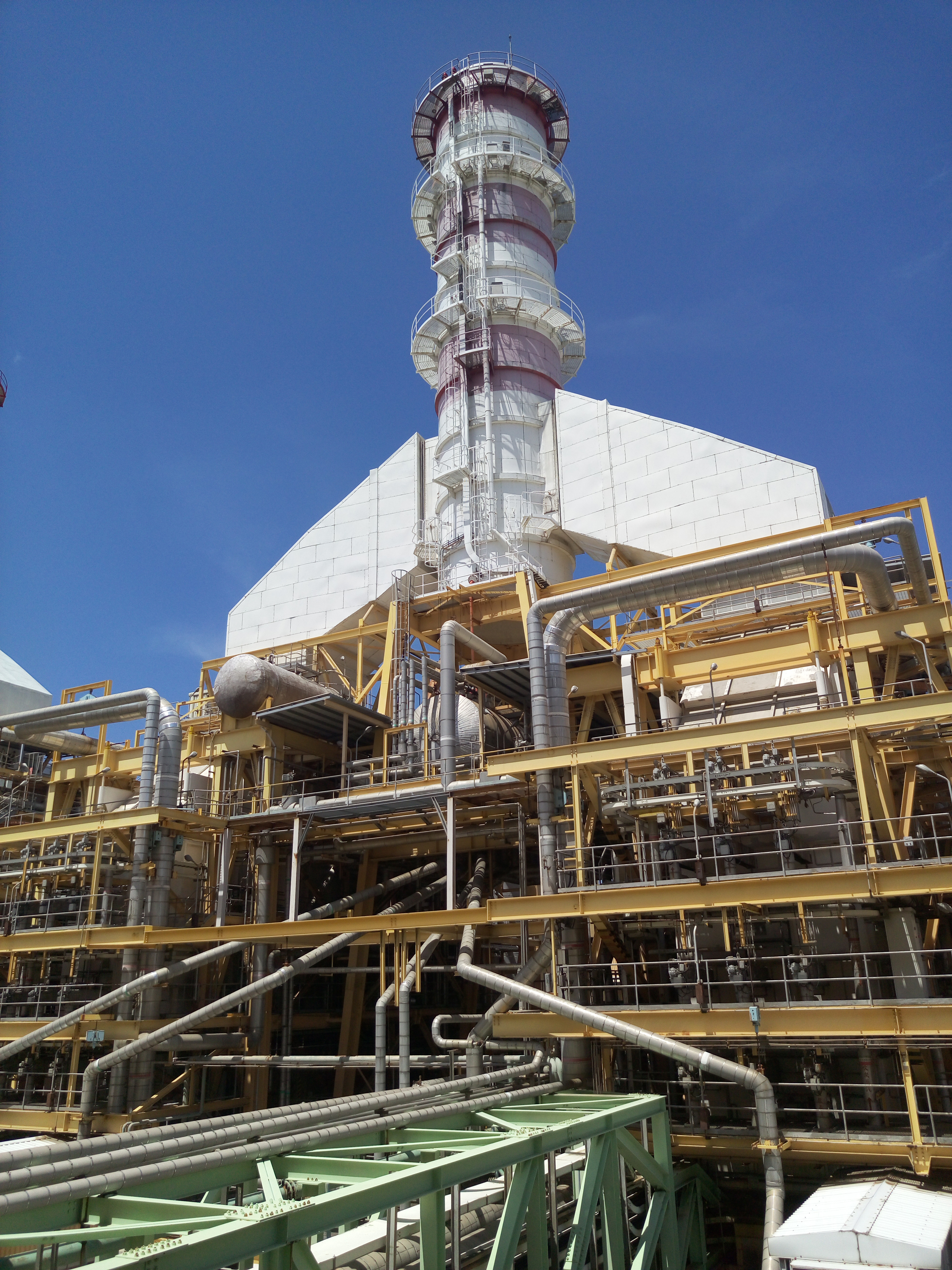
二號機鍋爐外觀
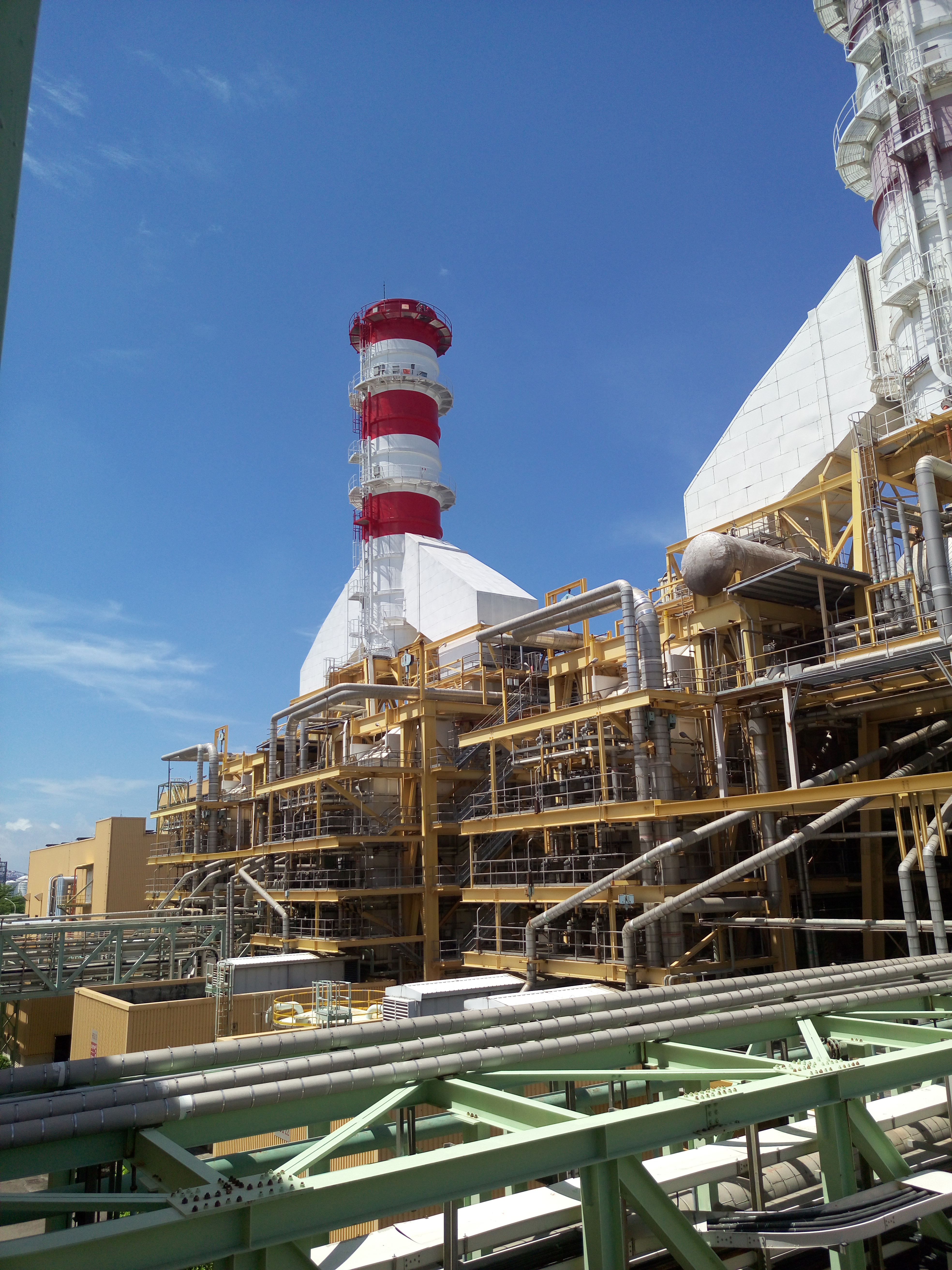
三號機鍋爐外觀
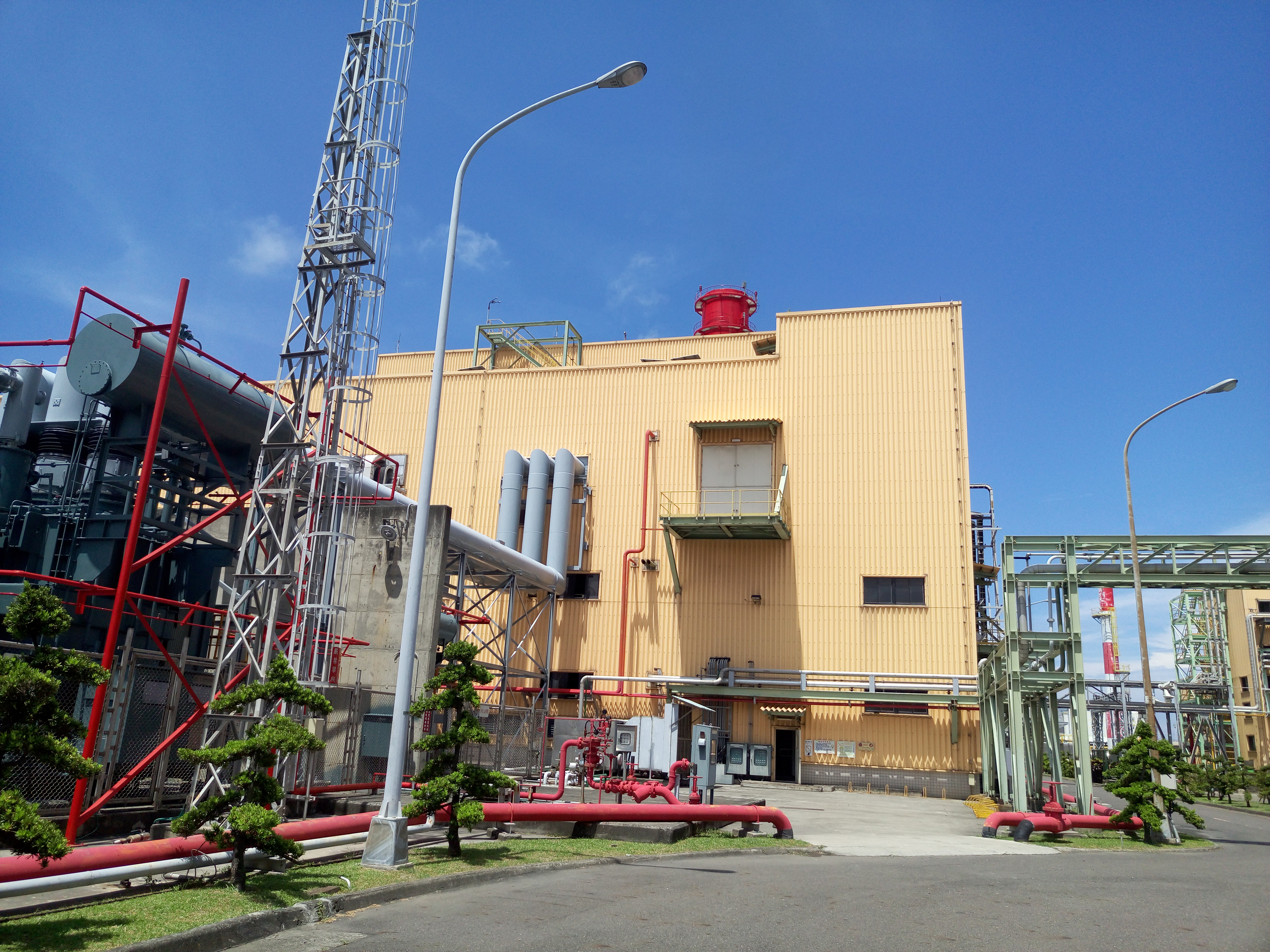
四號ST汽輪發電機組廠房外觀
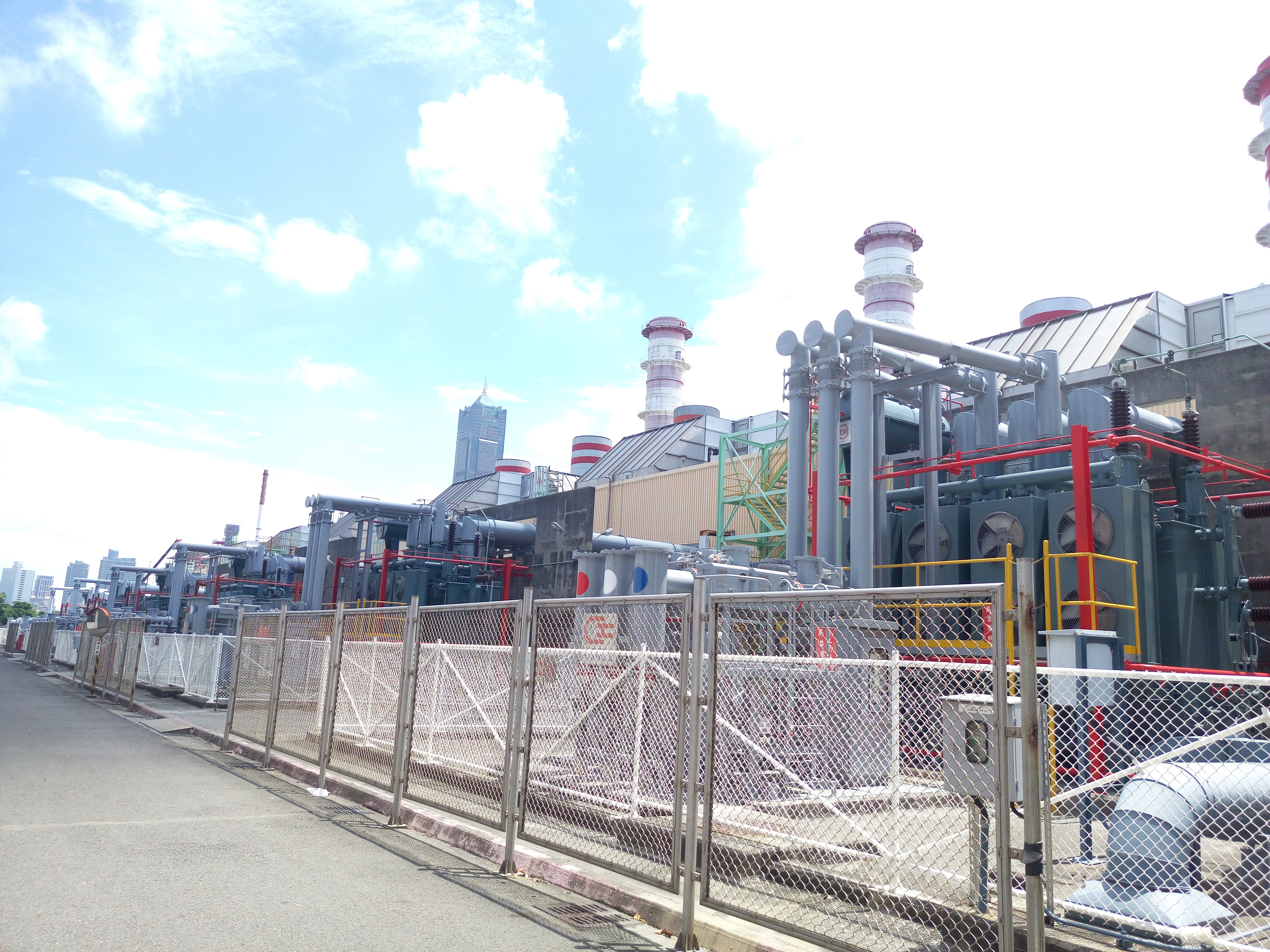
GT汽渦輪發電機組的主變壓器

### 控制室

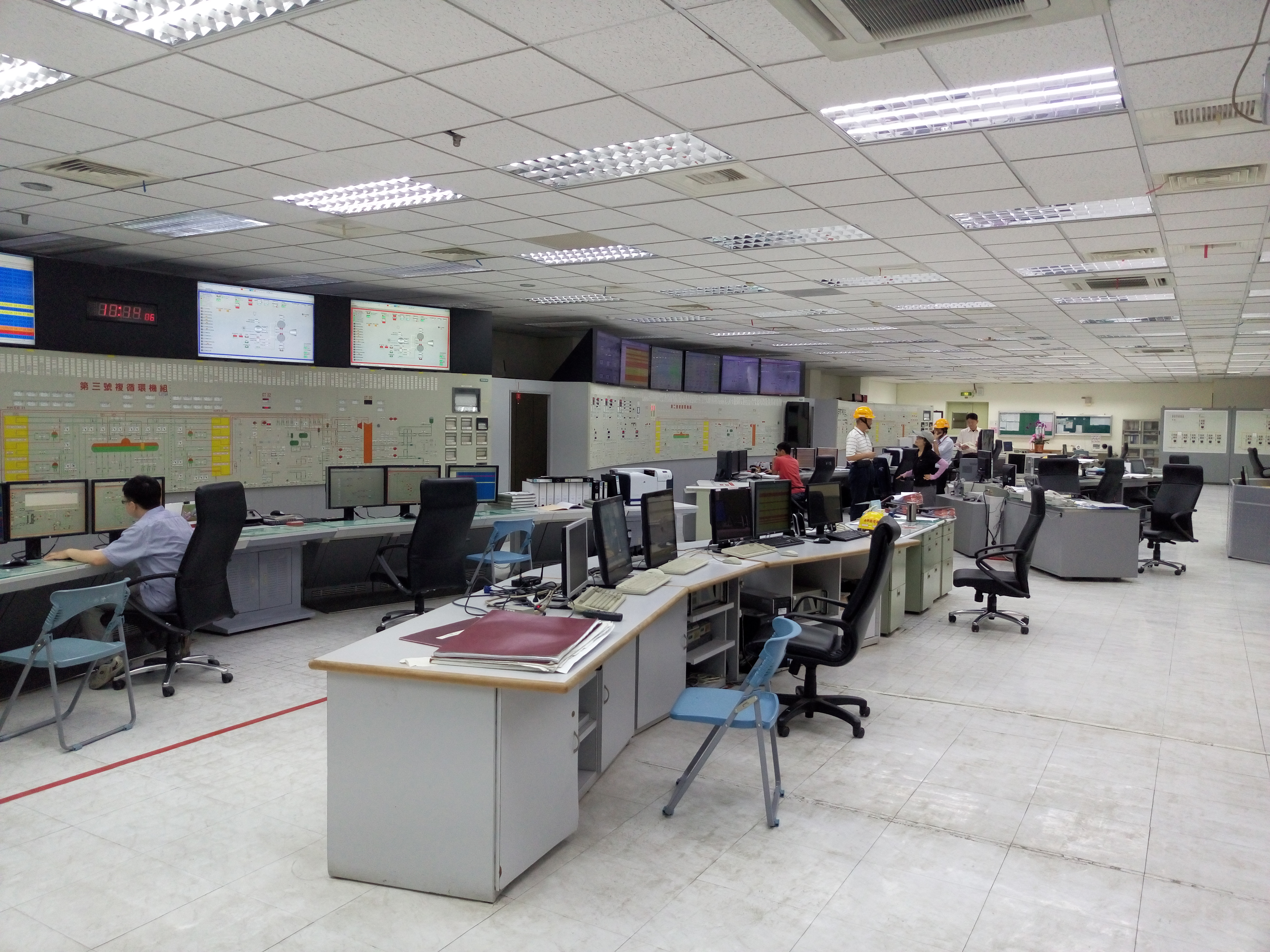
南部發電廠控制室
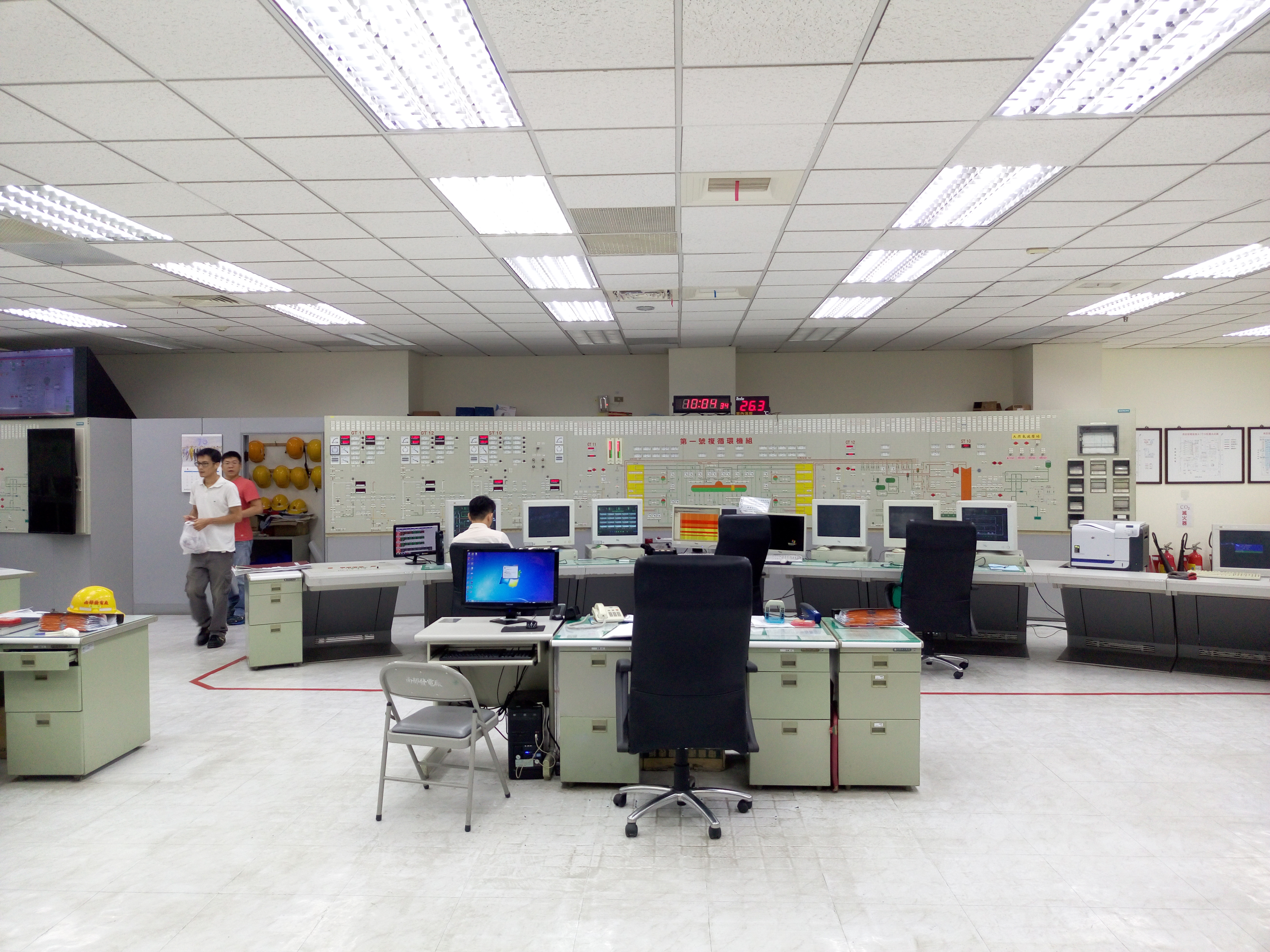
控制室內一號機主控制面板
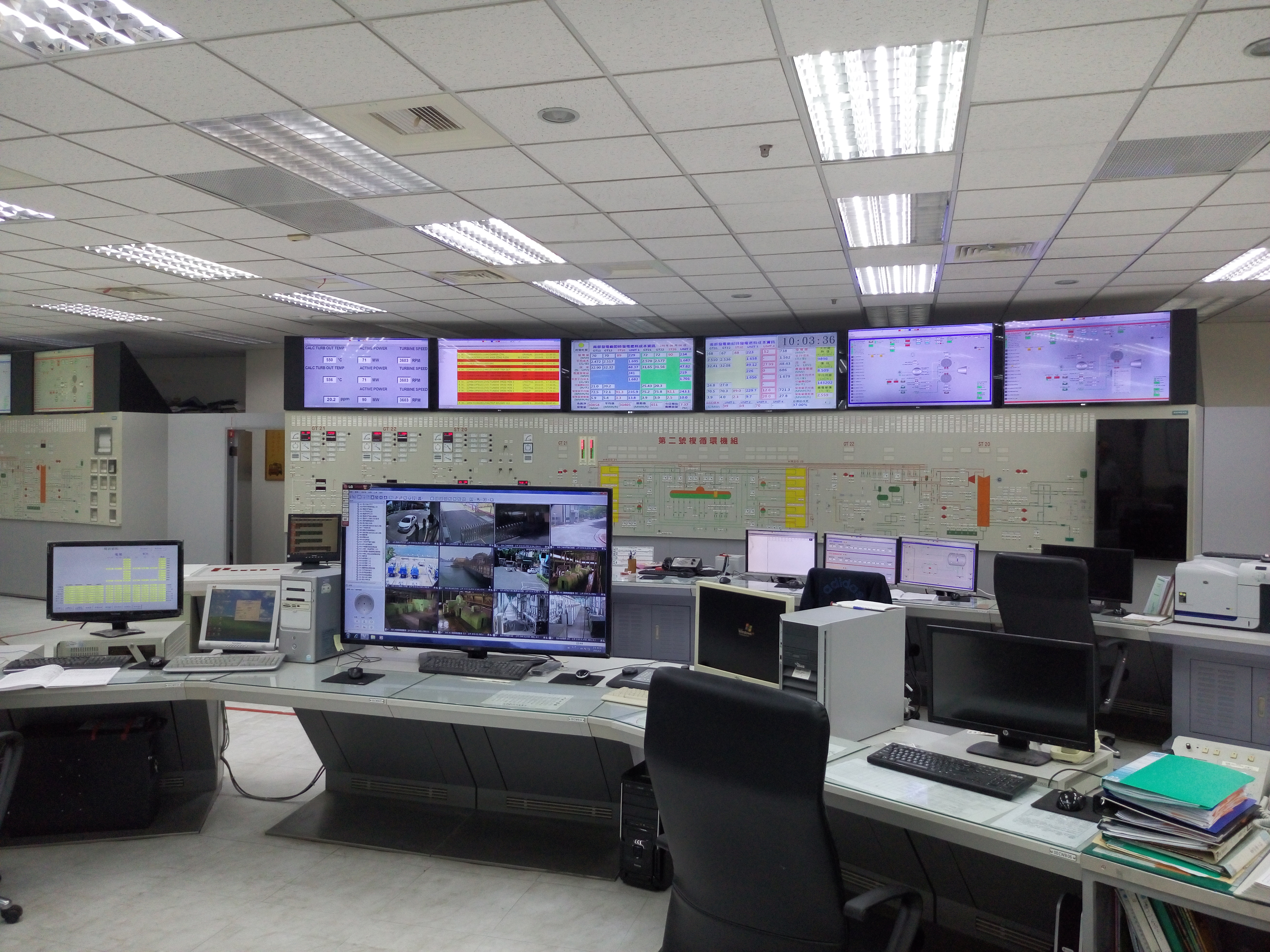
控制室內二號機主控制面板
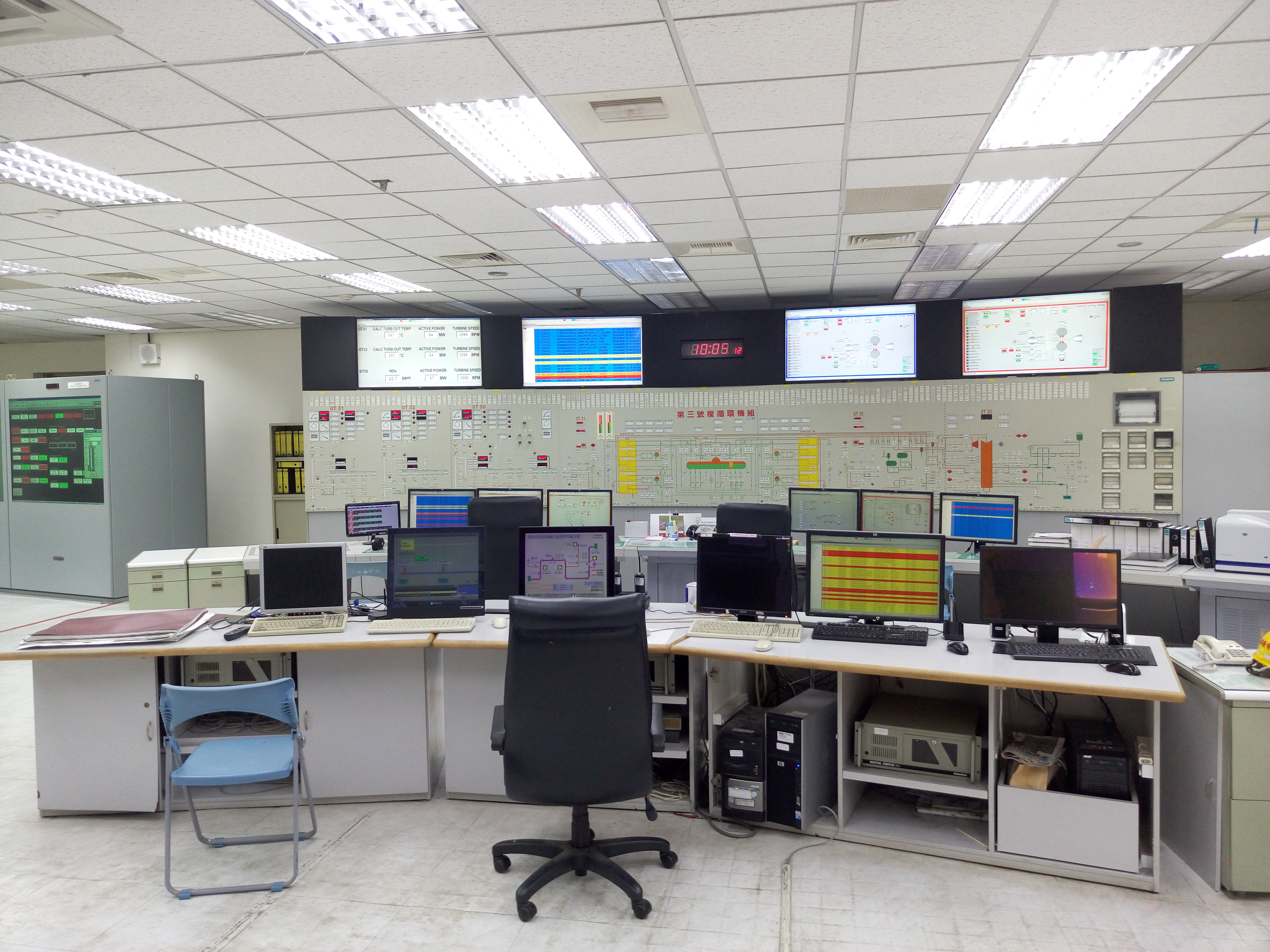
控制室內三號機主控制面板
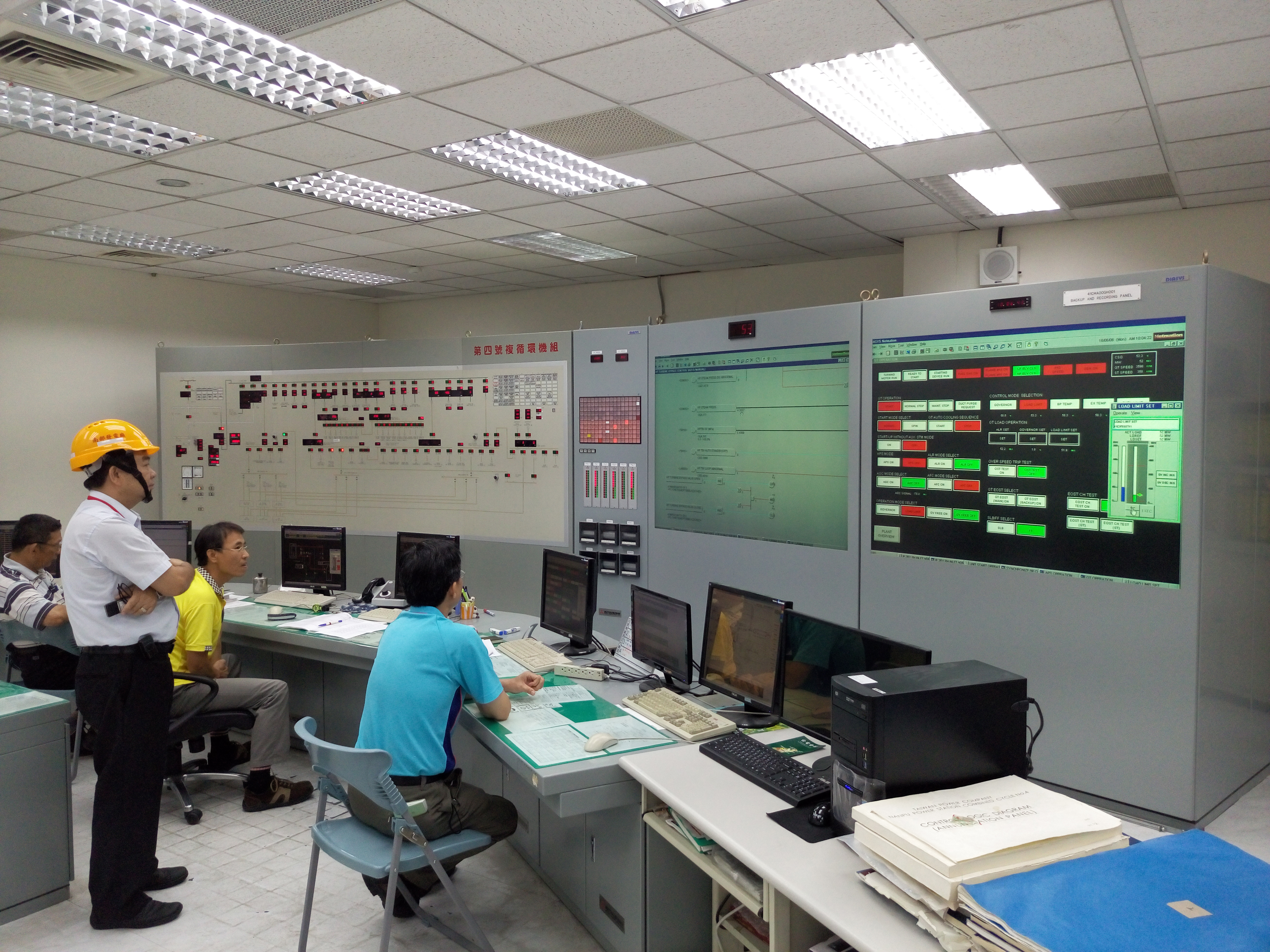
控制室內四號機主控制面板

## 汙染環境
負責監測南部發電廠對空氣品質帶來的衝擊所設立的測站顯示，電廠周遭的懸浮微粒在2007至2015年超過標準，破壞台南地區與高屏地區的空氣品質。

## 資料來源
1. 1 2 3  . 台灣電力公司. 2016-03  [2016-06-06]. （原始内容存档于2017-12-16）.
2. 1 2 3  趙既昌. . 臺北市: 聯經出版. 1985年: 頁161.
3. 1 2 3  . 台灣電力公司. 2015-10-30  [2016-06-06]. （原始内容存档于2016-03-27）.
4. 1 2   (PDF). 台灣電力公司.   [2012-01-15]. （原始内容 (PDF)存档于2011-05-16）.
5. ↑  . 蘋果日報. 2014-08-02  [2016-06-06]. （原始内容存档于2014-08-06）.
6. ↑  洪臣宏. . 自由時報. 2015-06-26  [2016-06-06]. （原始内容存档于2019-06-12）.
7. ↑  林孟汝. . 中央社. 2016-06-01  [2016-06-06]. （原始内容存档于2016-07-01）.
8. ↑  . 高雄市政府文化局. 2003. ISBN 9570165197.

## 外部連結
- 南部電廠簡介 （页面存档备份，存于）